# 埼玉県出身の人物一覧
埼玉県出身の人物一覧（さいたまけんしゅっしんのじんぶついちらん）は、ウィキペディア日本語版に記事が存在する埼玉県出身の人物の一覧である。さいたま市出身の人物一覧も参照。

## 公人

### 行政
- 朝川知昭（厚生労働省社会・援護局長）：さいたま市[1]
- 池上政幸（最高裁判所裁判官、大阪高等検察庁検事長、名古屋高等検察庁検事長、最高検察庁次長検事、同刑事部長、同公判部長）
- 井本臺吉（第6代検事総長）
- 内田欽也（第11代国土交通省都市局長）：所沢市[2]
- 江利川毅（人事院総裁、第6代厚生労働事務次官、第3代内閣府事務次官）
- 大野緑一郎（第37代警視総監）：旧浦和市
- 開出英之（第10代復興庁事務次官、復興庁統括官、総務省自治税務局長）
- 倉林義正（国際連合統計局長、一橋大学名誉教授）
- 小峰隆夫（国土交通省国土計画局長、経済企画庁調査局長、同物価局長、同経済研究所長）
- 小宮義則（第48代特許庁長官）[3]
- 佐々木正峰（第15代文化庁長官）
- 佐藤優（外交官）
- 島根玲子（外交官、外務省アジア大洋州局地域政策参事官主査）：川口市[4]
- 竹越與三郎：本庄宿
- 棚橋泰（運輸省大臣官房長、運輸省運輸政策局長）：浦和町
- 寺門嘉之（海上保安庁羽田特殊救難基地特殊救難隊隊長）
- 長島隆二（大蔵官僚）：現鴻巣市
- 速水堅曹（農商務省官僚）
- 本田浩次（農林水産省畜産局長）：上尾市
- 前島明成（第16代農林水産省農村振興局長、農林水産省東北農政局長、農林水産省大臣官房危機管理・政策立案総括審議官）：越谷市[5]
- 松永明（第50代特許庁長官）
- 武藤敏郎（日本銀行副総裁、初代財務事務次官、第37代大蔵事務次官）：浦和市
- 諸井六郎（陸奥条約改正に尽力した外交官）：児玉郡本庄宿
- 山田昭典（第10代公正取引委員会事務総長、国民生活センター理事長）：草加市
- 吉川祐二（警察官）：和光市
- 和田浩一（第8代観光庁長官、国土交通省航空局長、観光庁次長）

### 政治家

#### 閣僚等
- 粕谷義三（第22・23代衆議院議長）：現入間市
- 関口昌一（第34・35代参議院議長）：皆野町
- 荒舩清十郎（第49代衆議院副議長、元運輸大臣）：現秩父市
- 林頼三郎（第37代司法大臣、第18代大審院長、第11代大審院検事総長、貴族院議員、枢密顧問官）
- 小泉龍司（第108代法務大臣）：秩父市
- 新藤義孝（経済再生担当大臣（第2次岸田第2次改造内閣）、第17代総務大臣）：川口市
- 小林英三 （第27代厚生大臣）：川口市
- 山口敏夫（第47代労働大臣）：東松山市
- 野原正勝（第30代労働大臣）：現長瀞町
- 和田博雄（第4代農林大臣）：川越市
- 片山さつき（元内閣府特命担当大臣（地方創生、規制改革、男女共同参画））：旧浦和市
- 上原正吉（元科学技術庁長官）：杉戸町
- 三ッ林弥太郎（元科学技術庁長官）：幸手市
- 青木正（元自治庁長官）：北埼玉郡
- 青木正久（元環境庁長官）:鴻巣市
- 石井道子（元環境庁長官）：所沢市
- 野中英二（元国土庁長官）：加須市
- 関根則之（元消防庁長官）：吉見町
- 大野松茂（元内閣官房副長官、元総務副大臣）：狭山市
- 今井宏（元総務副大臣）：草加市
- 武正公一（元財務副大臣、元外務副大臣）：旧浦和市
- 中根一幸（外務副大臣）：鴻巣市
- 中野清（元厚生労働副大臣）：川越市
- 増田敏男（元厚生労働副大臣）：熊谷市
- 古屋範子（元厚生労働副大臣）：旧浦和市
- 大島敦（元内閣府副大臣、元総務副大臣）：北本市
- 山口泰明（元内閣府副大臣）：川島町
- 石田勝之（元内閣府副大臣、改革クラブ初代幹事長）：川口市（旧・鳩ヶ谷町）
- 小島敏男（元文部科学副大臣）：熊谷市
- 田中良生（元国土交通副大臣）：蕨市
- 谷合正明（農林水産副大臣）：新座市
- 長谷川憲正（元総務大臣政務官、元フィンランド大使）：熊谷市
- 並木正芳（元内閣府大臣政務官、元環境大臣政務官）：所沢市
- 舟山康江（元農林水産大臣政務官）：越谷市
- 三ッ林隆志（元法務大臣政務官）：幸手市
- 山口六郎次（元建設省政務次官）：白岡市（旧・南埼玉郡日勝村）
- 鴨田宗一（元建設省政務次官）：熊谷市
- 関口恵造（元法務省政務次官）：皆野町
- 遠藤柳作（内閣書記官長）：幸手市

#### 国会議員
- 小山健三（貴族院議員）：行田市
- 小宮山泰子（衆議院議員）：川越市
- 宮崎一（衆議院議員）：旧浦和市
- 三ッ林幸三（衆議院議員）：幸手市
- 小松定男（衆議院議員）：旧浦和市
- 富岡由紀夫（参議院議員）：川口市
- 日森文尋（衆議院議員）：不明
- 新井悦二（衆議院議員）：深谷市
- 古川俊治（参議院議員）：旧岩槻市
- 小島慶三（参議院議員）：羽生市
- 竹越与三郎（枢密顧問官、衆議院議員）：本庄市
- 田並胤明（衆議院議員）：熊谷市
- 原善三郎（衆議院議員）：現神川町
- 天田勝正（参議院議員）：現熊谷市
- 新井正則（元衆議院議員）：所沢市
- 村井英樹（衆議院議員）：旧浦和市
- 石井謹吾（衆議院議員）
- 福田辰五郎（衆議院議員）：富士見市（旧・南畑村）
- 小川友三（参議院議員）
- 武山百合子（衆議院議員）：春日部市
- 塩川鉄也（衆議院議員）：日高市
- 畑和（衆議院議員）：加須市
- 根岸武香（貴族院議員）：熊谷市（旧・冑山村）
- 藤井俊男（参議院議員）：越谷市（旧・大袋村）
- 森田重郎（参議院議員）：秩父市
- 矢島恒夫（衆議院議員）：狭山市
- 鈴木久五郎（衆議院議員）：春日部市
- 星野仙蔵（衆議院議員）：ふじみ野市（旧・福岡村）
- 清水宗徳（衆議院議員）：狭山市（旧・高麗郡上広瀬村）
- 森岡洋一郎（衆議院議員）：久喜市
- 小野塚勝俊（衆議院議員）：所沢市
- 加藤政之助（衆議院議員）：鴻巣市
- 久保市三郎（貴族院議員）：羽生市（旧・三田ヶ谷村）
- 斎藤珪次（衆議院議員）：羽生市
- 川島金次（衆議院議員）：旧大宮市
- 福永信彦（衆議院議員）：旧大宮市
- 山口晋（衆議院議員）：川島町
- 緑川貴士（衆議院議員）：飯能市
- 中林美恵子（衆議院議員、アメリカ連邦議会上院予算委員会補佐官）：深谷市
- 江原久美子（参議院議員）：深谷市
- 大津力（参議院議員）：飯能市

#### 知事

##### 官選
- 大野緑一郎（第30代徳島県知事・第19代岐阜県知事）：旧浦和市
- 湯本義憲（第6代岐阜県知事）：行田市
- 遠藤柳作（第16代神奈川県知事・第25代三重県知事・第26代愛知県知事・第29代青森県知事）：幸手市
- 石井保（第23代鳥取県知事）：旧浦和市
- 井上英（第27代佐賀県知事）
- 田中重之（第35代長崎県知事・第38代石川県知事）
- 清水重夫（第30代和歌山県知事）

##### 公選
- 嘉田由紀子（第51・第52代滋賀県知事、参議院議員）：本庄市
- 大沢雄一（第43・第44代埼玉県知事）：吉川市
- 栗原浩（第45～第48代埼玉県知事）：加須市
- 畑和（第49～第53代埼玉県知事）：加須市
- 大野元裕（公選第20-21代埼玉県知事、参議院議員、外交官）：川口市
- 佐々木家寿治（第38代宮城県知事）
- 宮城音五郎（第39代宮城県知事）
- 山口祥義（第18・19・20代佐賀県知事）
- 鈴木直道（第19・20代北海道知事）：春日部市

#### 市町村長

##### 現職
- 山中竹春（横浜市長）
- 小野克典（桶川市長）：桶川市
- 吉田信解（本庄市長）：本庄市
- 小島進（深谷市長）：深谷市
- 清水勇人（さいたま市長）：戸田市
- 賴髙英雄（蕨市長）：蕨市
- 奥ノ木信夫（川口市長）：川口市
- 星野光弘（富士見市長）：富士見市
- 高畑博（ふじみ野市長）：旧浦和市
- 川合善明（川越市長）：川越市
- 北堀篤（秩父市長）：秩父市
- 富岡勝則（朝霞市長）：朝霞市
- 香川武文（志木市長）：志木市
- 山川百合子（草加市長）：草加市
- 福田晃（越谷市長）：越谷市
- 小野塚勝俊（所沢市長）：所沢市
- 渡辺邦夫（幸手市長）：幸手市
- 新井重治（飯能市長）：飯能市
- 杉島理一郎（入間市長）：入間市
- 滝口学（荒川区長）
- 石井宏子（君津市長）

##### 引退
- 相川宗一（第18代～第20代浦和市長、初代・第2代さいたま市長）：旧浦和市
- 綾部利右衛門（初代川越市長）
- 新井家光（前深谷市長）：深谷市
- 井原勇（第8～第12代与野市長）：旧与野市
- 梅沢一郎（元加須市長）
- 加山俊夫（第7代相模原市長）
- 桑原政夫（基隆市尹）
- 新井良作（初代熊谷市長）
- 増田敏男（第15代・16代熊谷市長）：熊谷市
- 中川健吉（第14代～第17代浦和市長）：旧浦和市
- 田中啓一（第5代蕨市長）：蕨市
- 金子吉衛（第4代蕨市長）：蕨市
- 岡田徳輔（第5代蕨町長）：蕨市
- 木下博（第3代入間市長）
- 小林貞治（初代飯能市長）
- 沢辺瀞壱（飯能市長）：飯能市
- 品川義雄（第2代～第4代鶴ヶ島市長）
- 新藤享弘（第16代～第18代大宮市長）：旧大宮町
- 大野元美（第8代～第11代・第13代・第14代川口市長）：川口市
- 岡村幸四郎（第19代～第23代川口市長）：川口市
- 神保国男（第3代戸田市長）：戸田市
- 藤縄善朗（第5代・第6代鶴ヶ島市長）：鶴ヶ島市
- 双木八郎（初代飯能町長）
- 双木利一（第5代飯能町長）
- 武藤博（元上福岡市長）：旧浦和市
- 山田三郎（第2代～第5代富士見市長）
- 穂坂邦夫（第9代志木市長）
- 田中龍夫（入間市長）：入間市
- 大久保勝（飯能市長）：飯能市
- 会田重雄（松伏町長）：松伏町
- 久喜邦康（秩父市長）：秩父市
- 星野信吾（富士見市長）：富士見市
- 高橋努（越谷市長）：越谷市
- 浅井昌志（第18代草加市長）：草加市
- 藤本正人（所沢市長）：所沢市
- 古谷松雄（杉戸町長）：杉戸町

#### 地方議会議員
- 小野克典：桶川市
- 永井里菜：さいたま市
- 長峰宏芳：鶴ヶ島市
- 秦哲美：旧大宮市
- 深井明：川島町
- 細田智也：入間市
- 関裕通：川口市
- 原口悠介 : 羽生市

### 政治運動家
- 秋笹政之輔
- 石川三四郎：本庄市（旧・児玉郡山王堂村）
- 井上伝蔵：秩父市（旧・下吉田村）
- 田代栄助：秩父市（旧・秩父郡大宮郷）
- 江藤正修
- 市川誠
- 小畑雅子（女性初の全労連議長）

### 軍人・自衛官
- 石川亨（海上幕僚長、統合幕僚会議議長）
- 長谷川喜一（海軍中将）
- 町田進一郎（海軍少将）
- 井上良雄（海軍少将）
- 三田一也 （海軍中佐、警備救難監）
- 古要桂次（海軍少佐）
- 竹間忠三（海軍少佐）
- 久住宏（海軍少佐）：川越市
- 平柳育郎（海軍大尉）
- 志摩篤（陸上幕僚長）
- 浅田信興（陸軍大将）：川越市
- 木村兵太郎（陸軍大将）
- 松村五郎（陸将、第8代統合幕僚副長）
- 四王天延孝（陸軍中将）
- 井桁敬治（陸軍中将）
- 須永武義（陸軍中将）
- 森田親三（陸軍中将）
- 石川愛（陸軍中将）
- 長谷部照俉（陸軍少将）
- 吉橋徳三郎（陸軍少将）
- 蛭沼七蔵（陸軍少将）
- 長浜彰（陸軍憲兵大佐）
- 駒野昇（陸軍大尉）
- 武島務（陸軍軍医）
- 湯浅謙（陸軍軍医）
- 森田雄博（航空幕僚長）
- 門屋義廣（航空自衛官）：所沢市

### 法曹
- 林頼三郎（検事総長、大審院院長、第37代司法大臣）：行田市（旧・埼玉郡成田町）
- 宮城長五郎（第39代司法大臣）
- 但木敬一（検事総長、元法務事務次官）
- 卜部喜太郎（「足尾鉱毒事件」、「シーメンス事件」などを担当した弁護士）：本庄市（旧・児玉郡沼和田村）
- 久保利英明（弁護士、金融庁顧問、日本弁護士連合会副会長）
- 永盛敦郎（弁護士、第二東京弁護士会副会長）
- 水野有子（東京地方裁判所判事）
- 佐々木亮（弁護士、ブラック企業被害対策弁護団代表）
- 清水勉（弁護士）

## 実業家
- 渋沢栄一（大蔵官僚、第一国立銀行・東京ガス・王子製紙・帝国ホテル・日本郵船・サッポロビール・東京証券取引所創立者）：深谷市（旧・榛沢郡血洗島村）
- 渋沢成一郎（渋沢栄一の従兄）：深谷市
- 尾高惇忠（渋沢栄一の従兄）：深谷市
- 尾高次郎（渋沢栄一の甥）：深谷市
- 尾高豊作（渋沢栄一の孫）
- 福澤桃介（帝国劇場、関西電力、中部電力、東邦ガス、東亞合成、大同特殊鋼、日清紡ホールディングス創立者）
- 遠山元一（日興証券創業者）：川島町
- 木村惠司（三菱地所社長）
- 大島弁蔵（千疋屋創業者）
- 山崎峯次郎（ヱスビー食品創業者）
- 並木良輔（パイロット創業者）：熊谷市（旧・大里郡玉井村）
- 富山栄市郎（トミー創業者）
- 小林富次郎（ライオン創業者）：さいたま市（旧・北足立郡与野町）
- 諸井貫一（日本経団連創設者）
- 諸井四郎：本庄市
- 諸井恒平（秩父セメント創業者）：本庄市
- 諸井虔
- 鹿島岩吉（鹿島建設創業者）
- 松崎半三郎（森永乳業初代社長、森永製菓2代目社長、日本菓子工業組合連合会元理事長、日本乳業協会元会長）
- 鳥羽博道（ドトールコーヒー創業者）：深谷市
- 島村恒俊（しまむら創業者）
- 大久保竹治（丸広百貨店グループ創業者）：飯能市
- 島村忠太郎（島忠創業者）
- 武井保雄（武富士創業者）：深谷市
- 松本大（マネックス証券創業者）：浦和市
- 杉山美邦（日本テレビホールディングス社長）
- 輝咲翔（KIZAKIグループ創業者）：草加市
- 江村林香（航空会社エアトランセ社長）
- 清水卯三郎：羽生市
- 遠藤柳作（武蔵野銀行創設者）：幸手市
- 大川弘一（まぐまぐ創業者）
- 田中聡：さいたま市（旧・浦和市）
- 友山茂樹（トヨタ自動車副社長）
- 川鍋秋蔵（日本交通株式会社創業者）
- 雜賀克英（東急コミュニティー会長・元社長）
- 鈴木岩治郎（鈴木商店創業者）
- 鈴木慶（ソフマップ創業者）
- 鈴木展寧（スズデン創業者）
- 大塚勝久（大塚家具創業者）
- 大塚久美子（大塚家具社長）：春日部市
- 谷口正治（ラオックス創業者）：鴻巣市
- 神田正（ハイデイ日高創業者）
- 梁瀬行雄（元あさひ銀行頭取、オリックス取締役兼代表執行役社長）
- 石坂敬一（ユニバーサル ミュージック合同会社会長、日本レコード協会会長）
- 清水宗徳
- 松崎善則（ユナイテッドアローズ代表取締役社長CEO）
- 桑原道夫（東芝テック取締役、元ダイエー代表取締役社長）
- 戸谷半兵衛：本庄市
- 根岸耕一（元日活取締役支配人、日活向島撮影所長）
- 相馬和夫（元ヤクルト本社取締役、ヤクルトスワローズ球団社長）：熊谷市
- 原善三郎：神川町
- 川野トモ（ヤオコー創業者）：小川町
- 川野幸夫（ヤオコー会長）：小川町
- 新関八洲太郎（三井物産元社長）
- 深沢雄象：川越市
- 大川平三郎（樺太工業設立者）：坂戸市
- 折口雅博（グッドウィル・グループ前取締役会長）
- 上原正吉（大正製薬3代目社長）：杉戸町
- 田中愛（美容家）：所沢市
- 土屋嘉雄（いせや、カインズホーム、ワークマン創業者）
- 間中敏雄（日光猿軍団校長）
- 村井満（第5代Jリーグチェアマン）：川越市
- 栗原幹雄（フレッシュネスバーガー、ほっかほっか亭創業者）
- 篠塚勝正（沖電気工業社長）
- 金子眞吾（凸版印刷社長）
- 和田晃一良（コインチェック創業者）
- 大谷義武（武蔵コーポレーション株式会社創業者）
- 与沢翼：秩父市
- 肥土伊知郎（ベンチャーウイスキー創業者）
- 内野二朗（キョードー・グループ創立者）
- 和佐見勝（丸和運輸機関創業者）
- 及川智正（農業総合研究所創業者）：さいたま市
- 岡村陽久（アドウェイズ創業者）：大宮市
- 松本平蔵（日東製粉初代社長）
- 岡本圀衞
- 尾澤良甫
- 吉池正博（太陽生命元会長）
- 原島功（株式会社ベルク元会長）
- 関根長三郎（よみうりランド元社長）
- 井坂康志（ドラッカー学会創立者）
- 小島民雄（集英社元会長）
- 藤野亀之助（大日本セルロイド取締役、大阪株式取引所元理事長）
- 倉林育四郎（武田薬品工業4代目社長）
- 石川洋之（トヨタ自動車東日本社長）
- 浦野文男（PENTAX代表取締役元社長）
- 原田央男（コミックマーケット創立者）
- 山本康二（アリババマーケティング創業者、元光通信常務取締役）
- 藤野忠次郎（三菱商事元会長）

## 文化人

### 画家
- 相原求一朗（洋画家）
- 淡島椿岳
- 板倉鼎
- 岩崎勝平（洋画家）：川越市（旧・川越町）
- 落田洋子
- 金子國義：蕨市
- 喜多川歌麿：川越市
- 倉田白羊：旧浦和市
- 栗原大輔：所沢市
- 小村雪岱：川越市
- 小茂田青樹
- 後藤純男：松伏町
- 斎藤三郎：熊谷市
- 斎藤与里：加須市
- 四方田草炎：本庄市（旧・児玉郡北泉村四方田）
- 須田剋太：鴻巣市（旧・北足立郡吹上町）
- 高田誠：旧浦和市
- 田中保（洋画家）：旧岩槻市
- 羽川珍重（浮世絵師）：川口市
- 深沢邦朗（童画家）
- 宮崎敬介（版画家、宮崎駿次男）：所沢市
- 森田恒友（洋画家）：熊谷市
- 森学（版画家）
- 山本容子（銅版画家）
- 大山結子（現代美術家）：春日部市
- 加藤翼（現代美術家）

### 書家
- 諸井春畦：本庄市（旧・児玉郡本庄宿）
- 新井飛山：東松山市
- 里見櫻風：行田市
- 関口研神：鶴ヶ島市
- 布上清香：鴻巣市（旧・北足立郡吹上町）
- 小林斗盦：川越市

### 造園家
- 本多静六（日本初の林学博士。日比谷公園など他多数の公園設計に携わり、日本の「公園の父」といわれる）：久喜市（旧・南埼玉郡菖蒲町）
- 中島卯三郎

### 写真家
- 小川一真（明治時代の写真師）：行田市
- 柿沼和夫：羽生市
- 関口照生：埼玉県立熊谷高等学校卒業
- 上坂浩光（天体写真）：春日部市
- 田中欣一：三郷市
- 戸田基大：川越市
- 仁田三夫：川口市
- 平野慎一
- 樋上晴彦
- 野島康三
- 野口里佳：さいたま市（旧・大宮市）
- 黒須みゆき
- 吉澤慎吾：加須市

### 彫刻家
- 大熊氏廣
- 関根伸夫：さいたま市（旧大宮市）
- 長澤英俊：川島町
- 平井一嘉：秩父市
- 麦倉忠彦：草加市
- 木田詩子
- 片桐仁

### 工芸家
- 小川トク（染織家）
- 鈴木長吉（鋳金家）：坂戸市
- 増田三男（彫金家、人間国宝）
- 船越弘（陶芸家）

### 作家

#### 小説家
- 青木淳悟
- 青山七恵：熊谷市（芥川賞受賞作家）
- 新井政彦
- 安藤健二
- 伊井圭：深谷市
- 池波正太郎
- 石和鷹
- 石川三四郎：本庄市（旧・児玉郡山王堂村）
- 石崎幸二
- 狗飼恭子
- 植松三十里
- 魚住陽子
- 打木村治：東松山市
- 大河原亀文：飯能市
- 大谷藤子：小鹿野町（旧・両神村）
- 大谷羊太郎：さいたま市（旧・浦和市）
- 太田光：ふじみ野市（旧・上福岡市）
- 荻原浩
- 折原一：久喜市
- 金城一紀（『GO』で直木賞）
- 風見潤：川越市
- 北村薫：杉戸町（直木賞受賞作家）
- 九段理江：さいたま市（旧・浦和市）（芥川賞）
- 佐藤優
- 榊邦彦：さいたま市（旧・大宮市）
- 近衛龍春
- 澤野久雄
- 澤見彰
- 須賀しのぶ
- 杉浦由美子
- 杉元伶一
- 滝口悠生：入間市（芥川賞）
- 高野澄
- 鳥羽亮：長瀞町
- 豊田三郎：草加市（旧・南埼玉郡川柳村）
- 永倉万治：志木市
- 中島敦：久喜市
- 長嶋有：草加市（芥川賞）
- 羽田圭介：松伏町（芥川賞）
- 細田源吉：川越市
- 三上於菟吉：春日部市（旧・中葛飾郡桜井村）
- 三田完：さいたま市（旧・浦和市）
- 宮脇俊三（鉄道紀行作家）：川越市
- 森村誠一（人間の証明など）：熊谷市
- 吉永みち子：川口市

#### ライトノベル作家
- おかゆまさき
- 小林湖底
- 小林深雪
- 小林めぐみ：さいたま市
- 椎野美由貴
- 朱門優
- 響野夏菜
- 日向章一郎
- 美奈川護
- 本沢みなみ
- 若木未生

#### 児童文学
- 石井桃子：さいたま市（旧・浦和市）
- 大石真：和光市
- 加藤純子：秩父市
- 木坂涼
- 北川千代：深谷市
- 清水たみ子
- 関根栄一
- 関谷俊博
- 高柳佐知子
- たつみや章：さいたま市（旧・大宮市）
- 西沢正太郎：狭山市
- ひろのみずえ
- わたなべめぐみ：川越市

#### 劇作家
- 宇野信夫：本庄市
- 成井豊：飯能市
- 伊勢直弘：川口市（北海道札幌市生まれ）

#### 絵本作家
- あすかけん：さいたま市（旧・大宮市）大宮駅東口に代表作「こりすのトトちゃん」の銅像がある。
- 飯野和好：秩父市
- 上野紀子
- 大友康夫
- 苅田澄子
- こわせたまみ
- しおたにまみこ
- 杉田豊
- 中川ひろたか：さいたま市（旧・大宮市）
- 中屋美和：さいたま市（旧・大宮市）
- 新坂和男
- 若菜等

### イラストレーター
- 明貴美加
- 天野聡美
- 上田三根子
- 植田亮
- KAGAYA
- かみやまねき
- 北沢優子
- 木村明広：越谷市
- 楠部文
- keiko
- 小林裕美子
- こもりけい
- 白根ゆたんぽ
- 政尾翼
- タカノ綾
- 高柳佐知子
- 田島昭宇
- 立川虫麻呂
- たなかみさき
- なまにくATK
- 星樹
- 三嶋くろね
- 水玉螢之丞：旧浦和市
- 碧風羽
- 八重樫南
- 吉川めいろ（迷路クリエイター）：北本市
- 若菜珪
- 若菜等：川口市

### 漫画家
- 赤石路代：旧浦和市
- 赤衣丸歩郎
- 浅美裕子：川越市
- 麻生いずみ
- 麻生周一：入間市
- 亜月裕
- 天野こずえ
- 荒井清和
- 安藤しげき
- 五十嵐大介：熊谷市
- いしかわえみ
- 伊藤伸平
- 伊藤結花理
- 井上桃太
- 今西まさお
- 上山徹郎
- 上山道郎
- 臼井儀人：春日部市（生まれは静岡市）
- 内水融
- 梅澤春人
- えぬえけい
- 大野哲也
- 大野安之
- おかべりか
- 荻野眞弓：戸田市
- 小澤さとる
- オジロマコト
- おだぎみを
- カザマアヤミ
- 加藤友緒
- かねこ統
- 神戸さくみ
- ガモウひろし：越谷市（生まれは東京都）
- 菊池真理子
- 北沢薫
- 北澤楽天（日本近代漫画の始祖）：さいたま市大宮区（旧・足立郡大宮宿）
- 樹村みのり
- 草野誼
- 来瀬ナオ
- 小林拓己
- 紺野けい子
- 坂井久仁江
- 坂口尚
- 桜井のりお
- 桜木雪弥
- 左近堂絵里
- さとうふみや：旧大宮市
- 真田一輝
- 三町半左
- シタラマサコ：秩父市
- 清水真澄
- 辛酸なめ子
- 杉戸光史
- スズキユカ
- 大亜門
- 高尾滋
- 髙橋美由紀：所沢市
- 武内昌美
- 武林武士
- 竹本泉
- 田島昭宇
- 龍幸伸
- 田辺真由美
- 月山可也
- つきりのゆみ
- 筑波さくら
- 椿いづみ
- 剣康之
- 鶴田洋久
- 戸田尚伸
- 枢やな：蕨市
- 名香智子
- 中野さや
- 中原裕：戸田市
- 七島佳那
- 二ノ宮知子：秩父郡皆野町
- ねぎしきょうこ
- ねこぢる：鳩ヶ谷市
- 野広実由
- のりつけ雅春
- 橋本エイジ
- はしもとみつお
- 葉鳥ビスコ
- 花村えい子
- 花輪和一：大里郡寄居町
- 林家志弦
- 原哲夫：越谷市
- 春瀬サク
- 柊あおい：ふじみ野市
- ひぐちアサ：さいたま市（旧・浦和市）
- 比古地朔弥
- 飛鷹ゆうき
- 藤崎真緒
- 藤代健
- 船堀斉晃
- ふるかわしおり
- 古沢優
- 古谷実：さいたま市（旧・浦和市）
- 細川貂々
- 保積稲天
- 松井優征：入間市
- 松沢夏樹：さいたま市（旧・浦和市）
- 松沢まり
- 松乃美佳
- 松本光司
- 松本ぷりっつ：所沢市
- 美麻りん
- みすとかすみ
- ミキマキ
- 幹本ヤエ：川越市
- 南塔子
- 水波風南
- 南マキ
- 宮崎摩耶
- 村田真哉
- 村田ひろゆき
- むんこ：さいたま市（旧・浦和市）
- 森尾理奈：蕨市
- 八月薫
- 大和屋エコ
- 山田玲司：越谷市（生まれは東京都）
- 山本英夫：所沢市
- 唯洋一郎
- 美水かがみ：幸手市
- ONE

### 映画監督
- 蜷川幸雄（演出家）：川口市
- 石井裕也
- 石井龍
- 入江悠：深谷市
- 角川裕明（ミュージカル映画監督）：さいたま市
- 風間志織：狭山市
- 上坂浩光：春日部市
- 熊坂出：さいたま市（旧・浦和市）
- 小泉一（撮影監督）
- 齋藤武市：秩父市
- 佐藤肇
- 篠田昇（撮影監督）：三郷市
- 柴崎憲治（音響効果）
- 谷川創平（撮影監督）
- 原正人
- 萩生田宏治：さいたま市
- 林弘樹：さいたま市（旧・大宮市）
- 宮内一男（録音技師）
- 宮崎吾朗：所沢市
- 吉田恵輔

### 特撮関係者
- 矢島信男（特撮監督）：さいたま市大宮区
- 佐藤肇
- 小泉一（撮影監督）
- 高橋勲（美術監督）
- 宮内一男（録音技師）
- 井上敏樹（脚本家）
- 古怒田健志（脚本家）
- 岡田勝（殺陣師、大野剣友会代表）
- 高岩成二（スーツアクター）
- 中村文弥（スーツアクター）
- 野川瑞穂（スーツアクター）
- 永嶋美佐子（スーツアクター）
- 池田憲章（ライター）：所沢市

### アニメーション制作関係者
- 青井小夜（アニメーター）
- 明貴美加（メカニックデザイナー）
- 荒木哲郎（アニメ演出家、監督）：狭山市
- 五十嵐卓哉（アニメ監督）
- 井上敏樹（アニメ脚本家）
- 大塚健（アニメーター）
- 大塚舞（アニメーター、キャラクターデザイナー）
- カトキハジメ（メカニックデザイナー）
- 金子志津枝（アニメーター）
- 神山健治（アニメ演出家、監督）：秩父市
- 木村真二（アニメ監督、美術監督）
- 楠部工（CGIクリエイター、脚本家）
- 上坂浩光（アニメーション監督）：春日部市
- 小金井道宏（アニメプロデューサー）：さいたま市（旧・浦和市）
- 小西賢一（アニメーター）
- 古怒田健志（アニメ脚本家）
- 坂口尚（アニメ演出家、監督）
- 佐藤利幸（アニメーター）
- 佐山聖子（アニメ演出家、監督）
- 沢田豊二（色彩設定）
- 白井久男（撮影監督）
- すしお（アニメーター）：和光市
- 十川誠志（アニメ脚本家）
- 高橋久美子（アニメーター、キャラクターデザイナー）
- 富田祐弘（アニメ脚本家）
- 小黒祐一郎（アニメ脚本家、アニメスタイル編集長）
- 中弘子（アニメ脚本家）
- なみきたかし（アニメーション研究家）：さいたま市（旧・浦和市）
- 細田雅弘（アニメ演出家、監督）
- 前田昭（アニメーター）：さいたま市（旧・浦和市）
- 真佐美ジュン（アニメ演出家）：さいたま市（旧・浦和市）
- 増井壮一（アニメ監督）：さいたま市（旧・浦和市）
- 丸山宏一（アニメーター、キャラクターデザイナー）
- 宮崎吾朗（アニメ監督、スタジオジブリ常務取締役）：所沢市
- 両澤千晶（アニメ脚本家）：さいたま市（旧・浦和市）
- 山本泰一郎（アニメ演出家、監督）
- 由木義文（アニメ脚本家）：加須市

### ゲーム・コンピューター関連
- 飯塚隆
- 世取山宏秋
- 巧舟
- 伊藤賢治（作曲）：さいたま市
- 大熊謙一（作曲）：越谷市
- 小沢純子（作曲）
- 斎藤学（作曲）：新座市
- 脇田潤（作曲）
- 佐藤天平（作曲）
- 蓜島邦明（作曲）：さいたま市
- スタパ齋藤（ライター）：入間市
- 黒田幸弘

### 俳人
- 金子兜太（日本芸術院会員、文化功労者、現代俳句協会名誉会長）：比企郡小川町
- 飯田藤村子
- 蓑笠庵梨一
- 府川志風：桶川市（旧・桶川宿）
- 府川不莠：桶川市（旧・桶川宿）
- 星野紗一：さいたま市（旧・浦和市）
- 松村篁雨：鴻巣市（旧・足立郡下上谷村）
- 横田柳几：鴻巣市
- 金井稠共
- 松本旭

### 詩人
- 霜田史光：さいたま市（旧・浦和市）
- 秋谷豊：鴻巣市
- 岡本潤：本庄市
- 田口弘：東松山市
- 清水かつら:和光市
- 中原道夫
- 野村喜和夫：入間市

### 歌人
- 三ヶ島葭子：所沢市
- 平野万里：さいたま市緑区（旧・北足立郡大門村）
- 穂積歌子：深谷市
- 森田豊香：本庄市
- 杉浦翠子：川越市
- 背奈行文：日高市

### 作詞家
- 宮澤章二：羽生市
- 関根栄一
- 武笠三（『案山子』、『雪』など）
- 関口義明（『あゝ上野駅』など）：羽生市
- 下山懋
- かぜ耕士：嵐山町
- 弥勒
- 夢虹二 ：加須市
- 磯谷佳江
- 前田たかひろ
- 新南田ゆり：さいたま市（旧・浦和市）

### 作曲家
- 伊左治直
- 池之上覚皇：さいたま市（旧・浦和市）
- EFFY：さいたま市
- 大熊崇子
- 奥村一
- 小野貴史
- 加藤知典
- 菅野祐悟：川越市
- 篠田元一
- 末廣健一郎：さいたま市
- 鈴木ヤスヨシ：所沢市
- 田中直樹：秩父市
- 辻峰拓：さいたま市
- 土肥泰：さいたま市（旧・浦和市）
- 中村哲：さいたま市（旧・大宮市）
- 蓜島邦明：さいたま市
- 萩原健太：さいたま市（旧・浦和市）
- 平賀貴大
- 星勝
- 渡辺徹
- 田村文生
- 下総皖一：大利根町（現・加須市）
- 巴川貴裕：さいたま市

### 音楽家
- 秋山紀夫（指揮者）
- 荻久保和明（指揮者）
- 尾花輝代充（ヴァイオリニスト）：さいたま市（旧・浦和市）
- 吉武大地（バリトン歌手）
- 坂本朱（メゾソプラノ歌手）
- 新南田ゆり（ソプラノ歌手）：さいたま市（旧・浦和市）
- スズキキヨシ（カリンバ奏者）：さいたま市（旧・浦和市）
- 多久和怜子（フルート奏者）
- 竹内正実（テルミン奏者）
- 長富彩（ピアノ奏者）：さいたま市
- 町田良夫（スティールパン奏者）
- 宮西希（箏奏者）：春日部市
- 渡辺克也（オーボエ奏者）：さいたま市（旧・浦和市）
- 川上葉月（フルート奏者）：深谷市

### 翻訳家
- 歌代和正
- 田内志文

### 放送

#### 放送作家
- 渡辺雅史：入間市
- 細川徹
- 石川昭人：旧浦和市
- 鶴間政行：熊谷市
- かぜ耕士：嵐山町
- 萩原津年武：熊谷市
- 矢野了平：さいたま市

#### 脚本家
- 十川誠志
- 輿水泰弘
- 両沢和幸：さいたま市（旧・浦和市）
- 松本稔
- 竹山洋：所沢市

#### プロデューサー
- 松浦健太郎（テレビ番組のディレクター、演出、プロデューサー）：さいたま市（旧・浦和市）
- 中村喜伸（テレビプロデューサー）
- 関口大輔（フジテレビジョンプロデューサー）：狭山市
- 関口現（CMディレクター）
- 清水一幸（ドラマプロデューサー）：さいたま市（旧・浦和市）
- 塚田英明（映画・ドラマプロデューサー）：さいたま市（旧・浦和市）
- 蓮実一隆（元テレビ朝日チーフプロデューサー）
- 高石明彦（テレビ番組プロデューサー）
- 橋本芙美（テレビドラマ・映画プロデューサー）
- 畑中翔太（クリエイティブ・ディレクター、プロデューサー、脚本家）
- 飯田則子（音楽プロデューサー）：さいたま市（旧・浦和市）
- 小川安三（映画プロデューサー）
- 川口俊介（NHKプロデューサー）：所沢市
- 大崎徹哉（WOWOWハイビジョン番組プロデューサー）：川口市（旧・鳩ケ谷市）

#### その他
- 阿部眞之助（第9代NHK会長 ）
- 小川邦雄（TBS監査役、報道局ニュースセンター長）
- 杉山美邦（日本テレビホールディングス社長）

#### アナウンサー

##### フリー
- 青木裕子 - レプロエンタテインメント所属、元TBS：旧浦和市
- 今井美桜 - セント・フォース所属
- 梅田陽子 - セント・フォース所属：川越市
- 加藤綾子 - ジャパン・ミュージックエンターテインメント所属、元フジテレビ：三郷市
- 久米宏 - オフィス・トゥー・ワン所属、元TBS：旧浦和市
- 小島奈津子 - フォニックス所属、元フジテレビ→フリー（元共同テレビジョン所属）：蕨市
- 小宮悦子 - 81プロデュース所属、元テレビ朝日→フリー（テレビ朝日と局契約）：入間市、生まれは東京都
- さとうゆみ - ライムライト所属
- 清水由美 - アスクマネージメント所属、元メ～テレ：さいたま市
- 東海林のり子 - 芸能リポーター、元ニッポン放送：旧浦和市
- 荘司典子 - TCP Artist所属：さいたま市
- 新内眞衣 - セント・フォース所属：朝霞市
- 辛坊治郎 - ニュースキャスター、元読売テレビ：入間市（生まれは鳥取県米子市、ただしプロフィールによっては大阪府岸和田市を出身地としている記述もあり）
- 鈴木康子 - シー・フォルダ所属、元静岡放送：旧大宮市
- 節丸裕一：蕨市
- 竹内真理 - キャスト・プラス所属、元富山テレビ放送→キャスト・プラスに所属し次の局に出向→テレビ山梨→宮崎放送→東日本放送：白岡市
- 田島祐子 - ニチエンプロダクション所属、元テレビ新潟：さいたま市、旧・浦和市
- 田中みな実 - テイクオフ所属、元TBS：朝霞市
- 塚田文 - 松竹芸能所属、フリー（元生島企画室所属）→元山口放送→フリー（元ニチエンプロダクション所属）：狭山市
- 辻よしなり - サンズエンタテインメント所属、元テレビ朝日：さいたま市岩槻区
- 那須洋子 - 元静岡第一テレビ：さいたま市
- 羽鳥慎一 - テイクオフ所属、元日本テレビ：上尾市
- 堀江政史 - タレントユニオン所属、元テレビ金沢
- 堀尾正明 - ノット・コミュニケーションズ所属、元NHK：さいたま市
- 町亞聖 - ホリプロ所属、元日本テレビ：蕨市
- 三ツ木麻喜 - ボイスワークス所属、元静岡朝日テレビ：狭山市
- 本岡なり美 - エス・オー・プロモーション所属、気象予報士：志木市
- 山元香里 - セント・フォース所属：さいたま市
- 森麻季 - テンカラット所属、元日本テレビ：川口市

##### NHK
（現在所属の放送局などは各人物の項目を参照すること）
- 吾妻謙：所沢市
- 新井信宏：秩父市
- 池田耕一郎：本庄市
- 泉浩司：さいたま市、旧大宮市、生まれは東京都
- 井田香菜子：草加市
- 一柳亜矢子：所沢市
- 伊林毅暁：さいたま市岩槻区、生まれは北海道
- 江崎史恵：白岡市、生まれは東京都
- 大嶋貴志
- 小見誠広：川口市
- 鏡和臣：狭山市
- 小林孝司：久喜市
- 近藤泰郎：和光市、生まれは名古屋市
- 西東大：さいたま市、旧大宮市
- 斎藤政直：春日部市
- 柴崎行雄：さいたま市、旧大宮市
- 島田政男：杉戸町
- 島津有理子：さいたま市、生まれは新潟県
- 杉岡英樹：川越市
- 関口健：深谷市
- 永井伸一：さいたま市、旧大宮市
- 比田美仁
- 増田卓：熊谷市
- 宮島大輔：ふじみ野市
- 三上弥：さいたま市南区、生まれは青森県
- 迎康子
- 森下和哉：日高市
- 渡辺裕之：さいたま市浦和区

##### 日本テレビ
- 河本香織 - 現在は営業部に異動：蕨市
- 杉原凜：本庄市
- 寺島淳司：上尾市
- 豊田順子 - アナウンス部次長：さいたま市岩槻区、生まれは長野県
- 森圭介：越谷市
- 伊藤遼：さいたま市

##### テレビ朝日
- 小木逸平：新座市
- 小久保知之進 - 現在は広報局に異動：東松山市
- 斎藤ちはる：さいたま市
- 山口豊：旧大宮市
- 駒見直音：行田市

##### TBS
- 秋沢淳子：飯能市
- 加藤シルビア：入間市
- 長峰由紀：ふじみ野市
- 蓮見孝之：旧浦和市
- 初田啓介：旧大宮市

##### フジテレビ
- 宮澤智：入間市
- 堤礼実：志木市

##### 上記以外の関東の放送局
- 細渕武揚 - RFラジオ日本：旧浦和市
- 増山さやか - ニッポン放送
- 吉田涙子 - 文化放送、現在は記者職に異動：旧浦和市

##### その他民放
- 青山英次 - 青森放送：さいたま市、旧浦和市
- 安蒜豊三 - 東海ラジオ放送、報道部長：さいたま市、旧大宮市
- 岡安譲 - 関西テレビ放送：久喜市
- 小幡章 - テレビ新潟、現在は関連会社に出向：さいたま市、旧浦和市
- 尾山憲一 - 読売テレビ：久喜市
- 急式裕美 - 札幌テレビ放送、現在は報道部記者：川越市
- 熊谷明美 - 札幌テレビ放送：川越市
- 佐野幸穂 - テレビ金沢
- 武田玲子 - ミヤギテレビ：さいたま市、旧浦和市
- 立花麻理 - TVQ九州放送：さいたま市、旧浦和市
- 塚越礼奈 - 鹿児島放送：北本市
- 土屋まり - 北海道テレビ放送：さいたま市、旧浦和市
- 濱田隼 - 名古屋テレビ放送、元静岡放送：坂戸市
- 林弘典 - 関西テレビ放送、気象予報士：草加市
- 藤井孝太郎 - 札幌テレビ放送：さいたま市、旧浦和市
- 古川枝里子 - 中部日本放送：富士見市
- 三浦隆志 - 読売テレビ：春日部市

##### 退職者・転職者・物故者
- 岩崎真純 - 元フジテレビ→元フリー：さいたま市、旧・浦和市＊物故者
- 遠藤里沙 - 株式会社コーチ・エィ勤務、元秋田放送→元文化放送→元フリー：深谷市
- 荻原弘子 - 元日本テレビ：川越市＊物故者
- 関口由香里 - 元福島テレビ：朝霞市
- 高阪真希 - 元NHK契約キャスター（大津→名古屋→静岡）
- 野崎昌一 - ネクステップ執行役員、元フジテレビ：さいたま市、旧浦和市
- 長谷川憲司 - 三井物産勤務、元日本テレビ：春日部市
- 早川美幸 - 元NHK契約キャスター（水戸→長野）→元静岡第一テレビ：久喜市
- 藤村伊勢 - 元中国放送：春日部市
- 松倉悦郎 - 僧侶、元フジテレビ
- 松島茂 - 元文化放送：蕨市＊物故者
- 三輪真佐子 - 元琉球放送：さいたま市、旧浦和市
- 森本健成 - 元NHK：越谷市

#### 気象予報士
- 井田寛子：春日部市
- 植木奈緒子
- 小川亜希子：北本市
- 大野治夫：本庄市
- 片平敦：さいたま市岩槻区
- 佐藤栄作
- 鶴田由香
- 山岸愛梨
- 弓木春奈

#### 芸能リポーター
- 梨元勝：旧与野市
- 東海林のり子
- あべかすみ
- 梨元麻里奈

#### ジャーナリスト
- 会田弘継
- 伊藤正：春日部市
- 稲垣武：本庄市
- 荻上チキ
- 奥菜秀次
- 加藤政之助：鴻巣市（旧・足立郡滝馬室村）
- 桐原捨三
- 小指敦子（ファッション・ジャーナリスト）：さいたま市（旧・浦和市）
- 斎藤勉：熊谷市
- 関口和一
- 中野翠（コラムニスト）：さいたま市（旧・浦和市）
- 野村旗守：本庄市
- 羽根田治（フリーライター）：さいたま市（旧・浦和市）
- 松尾信之：さいたま市（旧・浦和市）
- 安田純平：入間市
- 横田由美子
- 渡部史絵（鉄道ジャーナリスト）

### パイロット
- 西崎キク（日本初の女性水上飛行機操縦士）：上里町（旧・児玉郡七本木村）

### 宇宙飛行関係者
- 若田光一：旧大宮市
- 松浦真弓

### 冒険家・登山家
- 加藤保男：さいたま市
- 神田道夫：川島町

### デザイナー
- 石井守（カーデザイナー）
- 上坂浩光（CGデザイナー）：春日部市

#### 広告デザイン
- カトキハジメ（メカニックデザイナー）
- 奥村心雪（キャラクターデザイナー・シナモロール作者）
- 榎本一夫
- 中島英樹（グラフィック・デザイナー）
- 杉田豊（グラフィック・デザイナー）

#### 服飾
- 広瀬光治（ニットの貴公子）：さいたま市中央区
- 高橋理子（着物）：朝霞市
- 津森千里（ファッション）：狭山市
- 山口絵理子（バッグ）：さいたま市（旧・大宮市）
- 遠藤憲昭（ファッション）：岩槻市

### 舞踏家・振付家
- アキコ・カンダ
- 伊藤ミカ
- SAM
- 富野幸緒 :新座市
- 黒須育海
- 吉澤慎吾：加須市

### 評論家
- 岡部いさく（軍事）：さいたま市（旧・浦和市）
- 椹木野衣（美術）：秩父市
- 萩原健太（音楽）：さいたま市（旧・浦和市）
- 本橋信宏：所沢市
- 立川健二（思想）さいたま市（旧・浦和市）
- 野口悦男（温泉）：日高市
- 大和球士（野球）：草加市
- 川井一仁（自動車）：加須市
- 原功（ボクシング）：深谷市
- 田中薫（書物）：さいたま市（旧・浦和市）
- 石堂藍（文芸）
- 田口憲一（文芸）
- 山本容朗（文芸）
- 松本鶴雄（文芸）

### 宗教家・僧侶
- 小谷三志
- 小松原賢誉
- 円澄

### 教育者
- 阿野幸一：旧浦和市
- 皆川正：旧浦和市
- 桐原捨三：鴻巣市（旧・糠田村）
- 藤田貞資：深谷市（旧・男衾郡本田村）
- 佐野友三郎：川越市
- 若狭蔵之助：秩父市
- 風間効：草加市
- 奥貫友山：川越市
- 小山健三：行田市
- 霜田静志
- 斎藤武夫
- 下山懋：川越市

### 研究家
- 千鹿野茂（日本家紋研究会創設者・顧問）：飯能市
- 高澤等（家紋研究家）：飯能市
- 岡野あつこ（夫婦問題研究家、公認心理師、結婚・離婚カウンセラー、著作家）：春日部市
- 岡田史織（料理）：熊谷市
- 鹿取茂雄（酷道・廃墟）
- 大山顕（団地・工場）
- 上笙一郎（児童文化）：飯能市

### 技術者
- 大川平三郎（日本初の製紙技師）：入間郡三芳野村（現・坂戸市横沼）
- 加藤与之吉（土木技術者・南満州鉄道株式会社土木課長）
- 小山三郎 (技師)（台湾総督府鉄道部の技師）
- 速水堅曹（製糸技術指導者）
- 椎橋章夫（Suica開発者）
- 深沢雄象
- 高林謙三
- 庄田門弥
- 寺垣武（日本電気 (NEC) 、リコー、オーディオテクニカ、キヤノン元技術顧問）

### 学者

#### 人文科学者
- 足立和浩（哲学者。東京都立大学 (1949-2011)名誉教授）：さいたま市浦和区（旧・浦和市）
- 新井哲夫（教育学者。群馬大学教育学部教授、群馬大学教育学部附属小学校校長）
- 安藤正次（国語学者。元台北帝国大学総長、東洋大学教授、文部省国語審議会会長）
- 石井博（言語学者。早稲田大学名誉教授）:北本市
- 内田和彦（新約聖書学者）：さいたま市（旧・浦和市）
- 大畑末吉（ドイツ文学者。立教大学教授、一橋大学教授、東京大学文学博士、早稲田大学社会科学部教授）
- 小山鞆絵（大正・昭和時代の哲学者。ヘーゲル哲学の研究者。東北大学名誉教授）
- 金杉武司（哲学者。高千穂大学人間科学部准教授）
- 柄澤昭秀（精神医学者。東京都老人総合研究所副所長。日本社会事業大学教授、聖徳大学教授：さいたま市（旧・浦和市）
- 菊池聡（認知心理学者。信州大学人文学部准教授）
- 倉林正次（文学者。國學院大學名誉教授）
- 工藤庸子（フランス文学者。放送大学客員教授、東京大学名誉教授）：さいたま市（旧・浦和市）
- 川中子義勝（ドイツ文学者。東京大学教育学部教授）
- 河野省三（神道学者。國學院大學学長）：加須市（旧・北埼玉郡騎西町）
- 後藤雄介（歴史学者。早稲田大学教育学部教授）
- 小沼文彦（ロシア文学者）：さいたま市（旧・浦和市）
- 斎藤阿具（第一高等学校（現東京大学）教授）：さいたま市（旧・浦和市）
- 佐伯梅友（国語学者。東京教育大学教授、大東文化大学学長・文学博士）
- 佐野友三郎（明治・大正期の図書館学者）：川越市
- 島村盛助（英文学者。明治から昭和）
- 鈴木朝英（教育学者。北海道大学名誉教授、元市立名寄短期大学学長）
- 薗田稔（宗教学者。京都大学名誉教授、皇學館大学特任教授）：秩父市
- 高本研一（ドイツ文学者。東京都立大学 (1949-2011)名誉教授）
- 竹越与三郎（正四位勲一等瑞宝章、枢密顧問官、歴史学者、慶應義塾評議員）：本庄市（旧・児玉郡本庄宿）
- 田中王堂（哲学者。早稲田大学文学部教授）：所沢市中富（旧・入間郡中富村）
- 徳永恂（哲学者。大阪大学名誉教授、大阪国際大学名誉教授）：さいたま市（旧・浦和市）
- 富田喜内（医学者、歯学者。北海道大学医学部・歯学部教授、北海道医療大学学長）：さいたま市（旧・浦和市）
- 中島竦（漢学者。中島敦の伯父）：久喜市（旧・埼玉郡久喜本町）
- 西角井正慶（国文学者）：さいたま市大宮区（旧・北足立郡大宮町）
- 塙保己一（国学者、贈正四位）：本庄市児玉町保木野（旧・児玉郡保木野村）
- 樋口秀雄（歴史学者）：さいたま市（旧・浦和市）
- 福島脩美（臨床心理学者。東京学芸大学名誉教授）
- 藤森健太郎（歴史学者。群馬大学教育学部准教授）：春日部市
- 本田豊（歴史学者。東京都立大学 (1949-2011)人文学部非常勤講師）：本庄市（旧・児玉郡児玉町）
- 松永あけみ（心理学者。群馬大学教授）
- 茂木健一郎（脳科学者。東京工業大学大学院連携教授）
- 守一雄（心理学者。松本大学教授）：戸田市
- 安良岡康作（国文学者。東京学芸大学名誉教授、叙従四位、勲四等旭日小綬章）：熊谷市
- 柳田敏司（考古学者）：さいたま市（旧・大宮市）
- 由木義文（仏教学者）：加須市
- 吉田裕（歴史学者。一橋大学名誉教授、東京大空襲・戦災資料センター館長）：入間市
- 森常治（英文学者。森鷗外の孫、早稲田大学理工学部名誉教授）

#### 社会科学者
- 伊東研祐（刑法学者。慶應義塾大学法科大学院教授、日本刑法学会理事）：蕨市
- 上田惇生（経営学者、ものつくり大学名誉教授、立命館大学客員教授）
- 浦田秀次郎（経済学者。早稲田大学大学院アジア太平洋研究科教授）
- 小林啓孝（会計学者。早稲田大学大学院会計研究科長）
- 駒田泰土（知的財産法学者。上智大学法科大学院兼任准教授）：熊谷市
- 小酒井正和（管理会計学者。玉川大学工学部教授）：日高市
- 斎藤修（経済学者。千葉大学大学院教授）
- 齊藤金作（刑法学者。早稲田大学法学博士、従四位勲三等旭日中綬章）
- 神野直彦（経済学者。関西学院大学人間福祉学部社会起業学科教授）
- 関下稔（経済学者。立命館大学国際関係学部特任教授、元日本国際経済学会会長）
- 高柳賢三（英米法学者。東京大学名誉教授、成蹊大学名誉教授、正三位勲一等瑞宝章）
- 田島泰彦（憲法学者。上智大学文学部新聞学科教授）
- 田中明彦（国際政治学者。東京大学副学長）：志木市
- 丹下博之（マルクス経済学者。元埼玉大学教授）
- 中里実（法学者。東京大学法学部教授）
- 野村稔（法学者。早稲田大学大学院教授）：川越市
- 林頼三郎（刑法学者。検事総長、大審院院長、司法大臣）：行田市
- 原田英生（経済学者。流通経済大学経済学部教授、日本商業学会・会長）：さいたま市（旧・大宮市）
- 丸田一（情報社会学者。放送大学非常勤講師）：さいたま市（旧・浦和市）
- 宮川公男（経営学者。一橋大学名誉教授、麗澤大学名誉教授）：行田市
- 村上隆夫（倫理学者。群馬大学教授）：さいたま市（旧・浦和市）
- 森田悌（歴史学者。群馬大学名誉教授）
- 森田果（商法学者。東北大学准教授）
- 吉井博明（情報社会論学者。文教大学教授、東京経済大学教授）：さいたま市（旧・浦和市）
- 中林美恵子（政治学者。早稲田大学教授、元衆議院議員）：深谷市

#### 自然科学者
- 飯島澄男（物理学者、化学者。カーボンナノチューブ発見者。NEC特別主席研究員、文化功労者、日本学士院恩賜賞受賞者、文化勲章受章者）：越谷市
- 海野和三郎（天文学者。近畿大学教授）：さいたま市（旧・浦和市）
- 岡田晴恵（公衆衛生学者。白鷗大学教育学部教授）
- 落合英二（薬学者、文化勲章受章者）：さいたま市（旧・浦和市）
- 梶田隆章（物理学者、天文学者。東京大学宇宙線研究所教授、ノーベル物理学賞受賞者）
- 金井稠共（数学者。幕末期の和算家）：本庄市（旧・児玉郡宮戸村）
- 金子明雄（天文学者。日本大学文理学部国文学科教授）：日高市
- 小林駿介（電子工学者。東京農工大学名誉教授、国際液晶学会副会長、日本液晶学会会長）：入間市
- 柴崎正勝（有機化学者。東京大学大学院薬学系研究科教授、日本薬学会会頭）
- 志方益三（化学者。京都帝国大学教授、名古屋大学教授、学士院恩賜賞）
- 塩原肇（地震学者。東京大学地震研究所教授）
- 渋沢元治（電気工学者。渋沢栄一の甥。名古屋帝国大学初代総長、文化功労者）
- 菅原達也（農学者、京都大学教授）
- 鈴木尚（人類学者。東京大学名誉教授・医学博士、紫綬褒章受章者）
- 武井武（電気化学者。東京工業大学名誉教授、慶應義塾大学名誉教授）：さいたま市中央区（旧・北足立郡与野町）
- 竹本修三（測地学者。京都大学大学院名誉教授、国際高等研究所フェロー）：秩父市
- 田中芳雄（応用化学者。東京帝国大学教授、文化功労者）
- 谷山豊（数学者。東京大学助教授）：北埼玉郡騎西町
- 津田恭介（薬学者、薬理学者。東京大学薬学部教授、文化功労者、文化勲章受章者）
- 藤田貞資（数学者。江戸時代中期の和算家）
- 古澤明（物理学者。東京大学物理工学専攻教授・工学博士）
- 本多健一（電気化学者。東京大学名誉教授、文化功労者、紫綬褒章受章者）
- 本多静六（日本初の林学博士、造園家。日比谷公園など他多数の公園設計に携わり、日本の「公園の父」といわれる）：久喜市（旧・南埼玉郡菖蒲町）
- 前原英夫（天文学者。元国立天文台岡山天体物理観測所所長）
- 三島通良（衛生学者。日本の学校衛生の生みの親といわれる）
- 村越三千男（博物学者。図鑑編集者）
- 山川義太郎（電気学者。東京帝国大学教授・工学博士、正三位勲二等旭日重光章受章）
- 若林克彦（機械工学学者。国士舘大学名誉教授、元学長。工学博士）

### 将棋棋士
- 羽生善治（永世竜王・永世名人 (十九世名人)・永世王位・名誉王座・永世棋王・永世王将・永世棋聖）：所沢市
- 大矢東吉（八段）：所沢市
- 宮田敦史（七段）：吉川市
- 佐々木勇気（七段）：三郷市
- 及川拓馬（七段）：松伏町
- 松本佳介（七段）
- 中村亮介（六段）：入間市
- 金井恒太（六段）：上尾市
- 黒沢怜生（六段）：熊谷市
- 高野智史（六段）
- 矢内理絵子（女流五段）：行田市
- 谷川治恵（女流五段、女流棋士会元会長）
- 藤森奈津子（女流四段）：志木市
- 中村桃子（女流二段）：入間市
- 野田澤彩乃（女流初段）：川越市
- 和田はな（女流1級）

### 囲碁棋士
- 伯元（八世本因坊）：幸手市
- 察元（九世本因坊）：幸手市
- 烈元（十世本因坊）：幸手市
- 佐藤直男（九段）
- 安斎伸彰（七段）
- 藤沢里菜（六段）
- 井上孝平（六段）
- 加藤朋子（六段）
- 万波佳奈（四段）
- 大沢奈留美（四段）
- 辰己茜（三段）

### その他の文化人
- 岩井渓一郎（釣師）：秩父市
- 大澤武男（欧州史家）：本庄市
- 岡村吾一（ヤクザ、北星会会長）：行田市
- 北沢杏子（社会運動家）：さいたま市（旧・浦和市）
- 霜月たかなか（元コミックマーケット代表、フリーライター）
- 髙橋明宏（髙橋屋四代目社長）：杉戸町
- 田口八重子（北朝鮮拉致被害者）：川口市
- 豊岡真澄（元タレント、現鉄道文化人）：志木市
- NANATO（国際美容連盟認定メイクアップアーティスト、タレント、美容家、オルタナティブアートデザイナー）坂戸市
- 能勢一幸（クイズ王）：越谷市
- 藤島斉（ライター）
- 松原惇子（エッセイスト）
- 松久信幸（シェフ）
- 谷部金次郎（料理人。昭和天皇の料理番）：本庄市
- 渡井美代子（チェスプレーヤー）
- 山本祥彰（QuizKnock）：飯能市
- 金子正男（メディアプロデューサー）：朝霞市

## 芸能人

### シンガーソングライター
- 青木佑磨（学園祭学園）
- akiko：さいたま市（旧・浦和市）
- あえか：春日部市
- 朝霧裕：さいたま市中央区
- 天方直実
- Assy：所沢市
- 太田裕美：春日部市
- 奥村愛子：草加市
- 風戸蘭七
- 北清水雄太（サスケ）
- 工藤慎太郎：川口市
- 黒川沙良
- 小坂忠：志木市
- 小原明子
- 五味美保：越谷市
- 斉藤哲夫：鴻巣市
- 紗希：さいたま市（旧・浦和市）
- さくまひでき：鴻巣市
- さとうあい
- 沢田知可子：さいたま市中央区
- 椎名純平：さいたま市（旧・浦和市）
- 椎名林檎（東京事変）：さいたま市（旧・浦和市）
- 柴草玲
- 杉山勝彦（作詞家、作曲家、編曲家、ミュージシャン、音楽プロデューサー、フォークデュオ「TANEBI」ギタリスト）：入間市
- タケカワユキヒデ（ゴダイゴ）：さいたま市（旧・浦和市）
- 立石賢司：所沢市
- Daiki.：深谷市
- 塚越智朗
- 所ジョージ：所沢市
- 峠恵子：川口市
- 中山うり：上尾市
- 七海有希：川口市
- 新山詩織
- 根本要（スターダストレビュー）：行田市
- ハシケン：秩父市
- はたゆりこ：入間市
- Mabanua
- 馬場俊英：寄居町
- bice（中島優子）：入間市
- 堀込高樹（キリンジ）：坂戸市
- 堀込泰行（キリンジ）：坂戸市
- 前野健太：入間市
- 丸山圭子：さいたま市（旧・浦和市）
- みきなつみ
- 美吉田月：川口市
- ももすももす：川越市
- 森圭一郎：熊谷市（旧・妻沼町）
- やまがたすみこ：草加市
- 吉澤嘉代子：川口市
- 吉田美奈子：さいたま市（旧・大宮市）

### 歌手
- 朝川ひろこ：川越市
- 安月名莉子
- 天地真理：さいたま市（旧・大宮市）
- 彩音
- 市川由紀乃：さいたま市（旧・浦和市）
- 榎本美佐江：川口市
- 太田裕美：春日部市
- 尾崎豊：朝霞市
- 冠二郎：秩父市
- 北沢綾香
- コタニキンヤ.
- 小柳ゆき：さいたま市（旧・大宮市）
- 桜井健二
- ザ・バーズ
- シギ：川口市
- 白井美穂：加須市（旧・騎西町）
- 高井ルビー（大正から昭和初期のソプラノ歌手）
- 高橋里奈：上尾市
- CHARA：川口市
- Tia
- 峠恵子：川口市
- NaNa
- Noria：さいたま市（旧・浦和市）
- 萩原健一：さいたま市中央区（旧・北足立郡与野町）
- 橋本みゆき
- 八反安未果：所沢市
- パティ
- 日吉ミミ：さいたま市（旧・浦和市）
- Faylan：熊谷市
- 本田美奈子：朝霞市
- 松川未樹：本庄市
- 松澤由美：富士見市
- 松田新太郎：さいたま市（旧・浦和市）
- 南翔子
- 宮川愛：上尾市
- 和田琢磨：蓮田市
- 渡辺マリ：さいたま市（旧・浦和市）
- 美月優：蕨市

### ミュージシャン
- EXILE ATSUSHI（EXILE）：越谷市
- 五十嵐隆（syrup16g）：さいたま市（旧・浦和市）
- 石毛輝（lovefilm）
- 伊藤賢一（Iceman）
- 宇野剛史（ART-SCHOOL）：鶴ヶ島市
- 大渡亮（Do As Infinity）：春日部市
- 大口広司（ザ・テンプターズ、PYG）
- 大友康平（HOUND DOG）：越生町（生まれは宮城県）
- 奥山裕次（サスケ）
- 小田原豊（元レベッカ）：さいたま市（旧・浦和市）
- 加藤ひさし（ザ・コレクターズ）：熊谷市（旧・妻沼町）
- 休日課長（ゲスの極み乙女）
- キリト（元PIERROT、Angelo）
- 黒坂優香子 （SILENT SIREN）
- 河野丈洋（元GOING UNDER GROUND）
- 今野登茂子（元プリンセス・プリンセス）
- 桜井賢（THE ALFEE）：秩父市（旧・秩父郡荒川村）
- 櫻井哲夫（ベーシスト、元カシオペア）：志木市
- SAM（TRF）：さいたま市岩槻区
- 沢木優：坂戸市
- 関根史織（Base Ball Bear）
- ダイアモンド☆ユカイ（RED WARRIORS）
- 太我（Non Stop Rabbit）：さいたま市
- 高見沢俊彦（THE ALFEE）：蕨市
- 貴水博之（access）
- 立川俊之（大事MANブラザーズバンド）：草加市
- たつや◎ （ACE COLLECTION）
- 知久寿焼（たま）：川口市
- CHIHARU（TRF）
- tk da 黒ぶち（ラッパー）:春日部市
- 戸城憲夫（ZIGGY）
- 突然段ボール
- NAOTO（EXILE）：所沢市
- 西崎信太郎（音楽プロデューサー）：鴻巣市
- 根本要（スターダストレビュー）：行田市
- NOKKO（レベッカ）：さいたま市（旧・浦和市）
- 灰野敬二：川越市
- パンタ（頭脳警察）：所沢市
- 星勝（元ザ・モップス）
- 星野源（SAKEROCK）：川口市
- ホッピー神山：志木市
- 本田恭之（face to ace）
- 松本素生（GOING UNDER GROUND）：桶川市
- 町田昌弘（100s）
- 宮島優心（ORβIT）
- 山本英美
- U-zhaan：川越市
- 吉田保
- Ricky（DASEIN）

### アイドル
- アイドリング!!!
  - 元メンバー
    - 朝日奈央：入間市
    - 高橋胡桃（元ChocoLe）：熊谷市
    - 佐藤麗奈（元マジカル・パンチライン）
- 秋本理央
- 天地真理
- 飯田里穂：富士見市
- 一ノ瀬瑠菜
- 一色杏子
- 伊藤萌々香（元フェアリーズ）
- 稲垣実花
- 岩崎春果（元原宿駅前パーティーズ、ふわふわ）：さいたま市
- AKB48グループ
  - AKB48
    - 向井地美音

  - AKB48元メンバー
    - 石田晴香
    - 上村彩子
    - 宇佐美友紀：三郷市
    - 小嶋陽菜：さいたま市
    - 小林香菜：越谷市
    - 篠崎彩奈
    - 島崎遥香
    - 鈴木まりや（元SNH48）
    - 中田ちさと
    - 中塚智実：さいたま市
    - 成瀬理沙
    - 樋渡結依
    - 松井咲子：蕨市
    - 松原夏海（福岡県生まれ）
    - 森川彩香
    - 矢作萌夏
    - 米沢瑠美
    - 渡辺麻友

  - SKE48元メンバー
    - 金子栞：さいたま市
    - 佐藤すみれ（元AKB48）
    - 惣田紗莉渚：さいたま市
    - 松村香織：和光市

  - SDN48元メンバー
    - 浦野一美（元AKB48）：坂戸市
    - 駒谷仁美（元AKB48）
    - 戸島花（元AKB48）
    - 畠山智妃

  - NMB48
    - 小嶋花梨

  - NMB48元メンバー
    - 市川美織（元AKB48）：久喜市

  - HKT48元メンバー
    - 多田愛佳（元AKB48）

  - NGT48元メンバー
    - 荻野由佳：越谷市

  - CGM48元メンバー
    - 伊豆田莉奈（元AKB48、元BNK48）
- 遠藤久美子：三郷市（東京都生まれ）
- 大場花菜（=LOVE）
- 岡本りん（つぼみ大革命）：さいたま市
- 乙女塾
  - 元メンバー
    - 胡桃沢ひろこ：川口市
    - 佐藤愛子（元ribbon）：川越市
    - 中嶋美智代：志木市
- おニャン子クラブ
  - 元メンバー
    - 名越美香：春日部市
    - 新田恵利：ふじみ野市（旧・上福岡市）
    - 吉沢秋絵：狭山市
    - 吉田裕美子
- 梶原真弓（元シェイプUPガールズ）：戸田市
- かとうれいこ：越谷市
- 川島海荷（元9nine）：新座市
- 菅野美寿紀（元こんぺいとう）
- 木下綾菜（元さんみゅ〜）
- 久喜なほ
- 熊澤風花（Task have Fun）：入間市
- 黒瀬サラ（元仮面女子）
- 黒田美礼
- 小池唯
- 後藤香南子
- 小松愛
- 小由里（XANADU loves NHC）
- 齋藤美雪
- 桜っ子クラブさくら組
  - 元メンバー
    - 森田淳奈
    - 森野文子
- 坂道シリーズ
  - 乃木坂46
    - 田村真佑

  - 乃木坂46元メンバー
    - 秋元真夏：さいたま市（東京都生まれ）
    - 井上小百合：本庄市
    - 斎藤ちはる（現在はテレビ朝日アナウンサー）：さいたま市
    - 相楽伊織
    - 佐々木琴子：本庄市
    - 新内眞衣：朝霞市
    - 清宮レイ
    - 中田花奈（大阪府生まれ）

  - 欅坂46/櫻坂46元メンバー
    - 小林由依

  - 日向坂46
    - 金村美玖
    - 丹生明里

  - 日向坂46元メンバー
    - 渡邉美穂
- 佐藤栞奈（Lucky²）
- 佐藤恵美
- 佐藤千寿子（元MISSION）
- 沢村ユリ
- 東雲うみ
- 渋谷めぐみ（スターボー）

- TOBE
  - 岸優太（Number_i）:川越市
  - 基俊介（IMP.）

- SMILE-UP.
  - 本木雅弘（元シブがき隊）：桶川市
  - 草彅剛（元SMAP）：春日部市（愛媛県生まれ）
  - 山口達也（元TOKIO）：草加市
  - 森田剛（元V6）：春日部市
  - 伊野尾慧（Hey! Say! JUMP）：入間市
  - 松崎祐介（ふぉ〜ゆ〜）
  - 辰巳雄大（ふぉ〜ゆ〜）
  - 岩本照（Snow Man）
  - 松田元太（Travis Japan）
  - 冨岡健翔
  - ジャニーズJr.

    - ヴァサイェガ渉（少年忍者）
    - 鈴木湧太（元ジャニーズJr.）
    - 東新良和（元ジャニーズJr.）
    - 萩谷慧悟（7ORDER、元ジャニーズJr.）
    - 古屋暢一（元ジャニーズJr.）
    - 吉野翔太（元ジャニーズJr.）
- 私立恵比寿中学
  - 現役メンバー
    - 小林歌穂

  - 元メンバー
    - 廣田あいか
- SUPER☆GiRLS
  - 元メンバー
    - 浅川梨奈
    - 田中美麗
    - 前島亜美
- 鈴木早智子（wink）
- 鈴木ふみ奈
- 関根綾佳
- 関根優那 （元Cheeky Parade）
- 副島美咲
- 高橋由美子
- 滝沢乃南
- チェキッ娘
  - 元メンバー
    - 久志麻理奈：白岡市
    - 町田恵：所沢市
- 寺尾友美
- 富樫あずさ
- NICE GIRL プロジェクト!
  - 小川真奈（キャナァーリ倶楽部）
  - 諸塚香奈実（元チャオ ベッラ チンクエッティ）
- 中島はるみ：草加市
- 中島めぐみ：越谷市
- 夏乃美菜
- ナルハワールド（GO TO THE BEDS）
- 虹のコンキスタドール
  - 桐乃みゆ
  - 的場華鈴
  - 石原愛梨沙（予科生）
- 西脇留菜
- 野崎亜里沙
- PASSPO☆
  - 元メンバー
    - 根岸愛：毛呂山町
    - 奥仲麻琴
- ハロー!プロジェクトならびにその卒業生
  - 岡井明日菜（元ハロプロエッグ）
  - 岡井千聖（元℃-ute）
  - 小川紗季（元スマイレージ）
  - 金澤朋子（元Juice=Juice）
  - 北原沙弥香（声優）
  - 工藤遥（元モーニング娘。）
  - 後藤花（アンジュルム）
  - 斉藤円香（OCHA NORMA）
  - 竹内朱莉（元アンジュルム）
  - 中島早貴（元℃-ute）
  - 夏焼雅（Berryz工房、Buono!、元PINK CRES.）
  - 萩原舞（元℃-ute）
  - 福田花音（元アンジュルム）
  - 前田こころ（BEYOOOOONDS）
  - 武藤水華（元ハロプロエッグ）
  - 村上愛（元℃-ute）
  - 矢島舞美（元℃-ute）
  - 横山玲奈（モーニング娘。）
  - 吉澤ひとみ（元モーニング娘。）：三芳町
- 萩原優芽（Carat：Yume）
- 比企理恵
- 姫嶋菜穂子（元ミニスカポリス）
- 福下恵美（BeForU）
- サクヤ（NCT、NCT WISH）
- プー・ルイ
- 堀口綾子
- 松井友香（元ミニスカポリス）
- 松嶋えいみ
- ME:I
  - 石井蘭（元Girls²、元mirage²）
- 水野あおい
- 三津谷葉子：新座市
- 南結衣
- 村田綾（元Fu-Fu）：さいたま市
- 村田ちひろ
- ももいろクローバー / ももいろクローバーZ
  - 元メンバー
    - 有安杏果（京都府生まれ）：富士見市
    - 伊倉愛美
- 盛内愛子
- 森本さやか
- 森洋子（元C.C.ガールズ）
- 守永七彩（元Party Rockets GT）
- 雪乃りお
- 夢みるアドレセンス
  - 元メンバー
    - 京佳
    - 小林れい
- 若槻千夏：比企郡吉見町
- 矢作佳奈子
- 山咲まりな
- ゆいざらす（元ゆるめるモ!）
- YUKU（DKB）
- YU-Ki EMPiRE（EMPiRE）
- 優希クロエ
- YUMA（CHERRSEE）
- ユメカ・ナウカナ?（元アイドルネッサンス、元CARRY LOOSE、ASP）

### 俳優
- 相島一之：熊谷市
- 秋元真夏：さいたま市（東京都生まれ）
- 荒井敦史（D-BOYS）
- 新井淳：本庄市
- 新井裕介
- 有賀光一
- 飯塚敏子
- 飯塚萌木
- 五十嵐淳子：さいたま市（旧・浦和市）
- 石村とも子
- 石橋弘毅
- 井田國彦：さいたま市（旧・大宮市）
- 市村正親：川越市
- 井上小百合：本庄市
- 庵原涼香
- 大幡しえり
- 大竹しのぶ：毛呂山町（生まれは東京都品川区）
- 大朏岳優
- 大場久美子：川口市
- 岡田誠
- 沖田裕樹
- 荻野目慶子：嵐山町
- 河相我聞：さいたま市（旧・大宮市）
- 河野梨花
- 風戸蘭七
- 勝村政信：蕨市
- 加藤あゆ美：さいたま市
- 神木隆之介：富士見市
- 廠のえる：蕨市
- 川島海荷：新座市
- 川村陽介：ふじみ野市
- 神田穣：さいたま市 (旧・浦和市)
- 菅野美穂：坂戸市
- 菅野莉央
- 金沢碧
- 黄川田将也：新座市
- 菊川怜：さいたま市（旧・浦和市）
- 菊地美香：三郷市
- 北原佐和子：ふじみ野市（旧・上福岡市）
- 草彅剛
- 工藤阿須加：所沢市
- 鯨井康介
- 熊本野映
- 黒瀬真奈美：飯能市
- 小西桜子
- 小林俊：さいたま市
- 小林麻子
- 小林廉
- 近藤宏：川越市
- 櫻井淳子：鶴ヶ島市
- 斉藤奈々
- 斉藤瑞季
- 五月信子：さいたま市（旧・浦和市）
- 佐藤栞奈
- 佐藤健：さいたま市岩槻区（旧・岩槻市）
- 志田こはく：草加市
- 志田音々：草加市
- 島口哲朗：所沢市
- 清水美那
- 釈由美子：所沢市
- 照英：鴻巣市
- 白畑真逸：桶川市（旧・桶川町）
- 白山乃愛
- 新川優愛
- 陶隆司
- 鈴木梨央
- 鈴木友梨：川口市
- 反町隆史：さいたま市（旧・浦和市）
- 高橋伊久磨：川口市
- 高橋文哉：春日部市
- 高橋由美子：さいたま市（旧・大宮市）
- 武井証
- 竹内結子：さいたま市（旧・浦和市）
- 竹野内豊：所沢市
- 田中みな実
- 谷花音
- 種井静夫
- 田谷知子
- 都賀清司：深谷市（旧・大里郡西島村）
- 月澄江
- 仲川みきえ
- 中里美喜：川越市
- 永島謙二郎
- 永田俊樹：春日部市
- 永堀剛敏：さいたま市（旧・浦和市）
- 夏木マリ：さいたま市（旧・大宮市）（生まれは東京都）
- 夏菜：戸田市
- 菜々緒
- 成田凌
- 西井幸人（D-BOYS）
- 信川清順
- 蜷川みほ：川口市
- 森高愛
- 萩原健一：さいたま市中央区（旧・北足立郡与野町）
- 萩原利久
- 畠山あやな
- 濱津隆之：川口市
- 晴野なち
- 伴大介：川口市
- 東出昌大
- 左卜全：所沢市
- 日向崇：新座市
- 福原遥
- 藤原竜也：秩父市
- 藤本沙羅
- 螢雪次朗
- 星野源：蕨市
- 星野真里：ふじみ野市（旧・上福岡市）
- 細野佑美子
- 的場浩司：上尾市
- 南沢奈央
- 美村里江：深谷市
- 宮内敦士
- 三宅邦子（小津安二郎監督作品の多くに出演した）：さいたま市岩槻区（旧・南埼玉郡岩槻町、後の岩槻市）
- 宮田愛理：狭山市
- 三吉彩花：川越市
- 村田雄浩：越谷市
- 村松克己：川口市
- 向井亜紀：さいたま市（旧・大宮市）
- 本木雅弘：桶川市
- 森尾由美：草加市
- 矢柴俊博
- 山田杏奈
- 山田隆也
- 安岡力也：行田市
- 山口あゆみ
- 横浜流星
- 吉岡秀隆：蕨市
- 吉澤慎吾：加須市
- 吉本多香美：さいたま市（旧・大宮市）
- りょう：川口市（旧・鳩ヶ谷市）
- 和久井映見：川口市
- 渡邉勝馬：熊谷市
- 渡辺麻友
- 渡辺優奈

### 宝塚歌劇団
- 音月桂：元雪組トップスター
- 湖月わたる：元星組トップスター
- 森奈みはる：元花組トップ娘役
- ふづき美世：元花組トップ娘役
- 真彩希帆：元雪組トップ娘役
- 宇月颯：元月組男役
- 光月るう：元月組男役
- 音くり寿：元花組娘役
- 山科愛：元雪組娘役
- 花宮沙羅：元宙組娘役
- 侑輝大弥：花組男役

### タレント
- 愛川欽也：さいたま市（旧・大宮市、生まれは東京都）
- アキラ100%
- 朝日奈央
- 虻川美穂子（北陽）：北葛飾郡杉戸町
- 安部紀克（納言）
- アントニオ小猪木：志木市
- 池田一真（しずる）：入間市
- イジリー岡田 ：旧浦和市
- 板倉俊之（インパルス）：志木市（生まれは兵庫県宝塚市）
- 伊藤さおり（北陽）：さいたま市岩槻区
- 岩井勇気（ハライチ）：上尾市
- 太田光（爆笑問題）：ふじみ野市（旧・上福岡市）
- 春日彩香
- 春日俊彰（オードリー）：所沢市
- カズレーザー（メイプル超合金）：加須市
- 片桐仁（元ラーメンズ）：南埼玉郡宮代町
- 川北茂澄（真空ジェシカ）：入間郡三芳町
- 川島章良（はんにゃ.）
- 菊川怜：さいたま市緑区
- 木更かのん
- 喜味こいし（いとし・こいし）：川越市
- きょん（コットン）
- 久木田帆乃夏
- 草彅剛（元SMAP）：春日部市（生まれは愛媛県）
- 口笛なるお（わらふぢなるお）
- 小石田純一
- こじま観光：狭山市
- 後藤拓実（四千頭身）
- ゴルゴ松本（TIM）：深谷市
- 今野浩喜：新座市
- 斉藤里奈
- 佐藤栞里
- 澤部佑（ハライチ）：上尾市
- 設楽統（バナナマン）：秩父郡皆野町
- 杉山裕之（我が家）：上尾市
- ストレッチーズ
- ゼンモンキー
  - 荻野将太朗
  - むらまつ
- ダイアモンド☆ユカイ：旧大宮市
- だいたひかる：東松山市
- 髙村栞里
- 田村愛美鈴
- 溜口佑太朗（ラブレターズ）
- ダンカン（たけし軍団）：毛呂山町
- 土田晃之：さいたま市見沼区（生まれは東京都）
- TCクラクション
- 所ジョージ：所沢市
- ともしげ（モグライダー）
- 鳥居みゆき：行田市（生まれは秋田県）
- 永井佑一郎
- 長久梨那
- 夏菜
- パーマ大佐
- 萩本欽一
- はなわ：春日部市
- ビビる大木：春日部市
- 藤田ニコル
- ブラザートム
- 古市憲寿
- へらちょんぺ
- 堀口文宏（あさりど）：坂戸市
- 水咲優美
- 大木美里亜
- 森尾由美：草加市
- 安岡力也：行田市
- 谷田部俊（我が家）：上尾市
- や団
  - 本間キッド
  - 中嶋享
- 山崎弘也（アンタッチャブル）：春日部市
- 山瀬まみ：さいたま市（旧・浦和市）
- ローラ：狭山市
- ロイ
- 若槻千夏

### 落語家
- 入船亭扇蔵 (4代目)：加須市
- 桂小南：春日部市
- 川柳川柳：秩父市
- 柳家我太楼：さいたま市岩槻区
- 古今亭志ん丸：深谷市
- 古今亭志ん五：川越市
- 三遊亭圓鶴：所沢市
- 三遊亭吉窓：春日部市
- 三遊亭五九楽
- 三遊亭窓里：川越市
- 三遊亭ぬう生：さいたま市（旧・大宮市）
- 三遊亭圓雀：草加市
- 三遊亭鳳楽：川越市
- 三遊亭萬窓：さいたま市（旧・浦和市）
- 三遊亭遊馬：桶川市
- 三遊亭楽生：さいたま市岩槻区
- 三遊亭楽京：深谷市
- 春風亭笑好：さいたま市
- 立川志の太郎：ふじみ野市（旧・上福岡市）
- 立川談春：戸田市
- 土橋亭里う馬：さいたま市岩槻区
- 林家木久彦：比企郡小川町
- 林家たい平：秩父市
- 林家二楽：春日部市

### 講談師
- 神田あおい
- 神田山吹：さいたま市（旧・大宮市）
- 神田蘭：春日部市
- 神田鯉栄
- 神田ろ山（3代目）

### モデル
- IVAN
- 青谷優衣（元FANTASISTA）
- 阿部ここは
- 新井千佳
- 新井美穂
- 有末麻祐子
- 板橋瑠美
- 市川莉乃
- 今井華
- 今井みどり
- 今井りか：上尾市
- 入山法子：さいたま市（旧・浦和市）
- 岩下有希：熊谷市
- 植竹拓：八潮市
- うたな
- 梅澤レナ
- 大木美里亜
- 尾形幸子
- 火将ロシエル
- 加藤幸子：熊谷市
- 蒲生麻由
- 川鍋朱里
- 木口千佳
- 曲山英里：比企郡小川町
- 久保田将至
- 黒田エイミ
- 黒田瑞貴
- 斉川あい
- 斎藤恵美
- 坂巻有紗
- 佐藤栞里（新潟県生まれ）
- 佐藤純
- 佐藤康恵
- 鈴木あや
- 鈴木勤
- 須藤寛子
- 平有紀子
- 高橋真依子
- 高橋里奈：上尾市
- 谷口紗耶香：蓮田市
- 田中冴花
- 土屋怜菜
- 手嶋ゆか
- 永田レイナ
- 菜々緒
- 仲川希良
- 中嶋愛
- 中村風太
- 中村みづほ：川口市
- 西千春
- 西川瑞希
- 畑野ひろ子：北葛飾郡松伏町
- 花之枝しほり
- 早河ルカ
- 東出昌大
- 日高薫：川越市
- 藤田ニコル
- 前田希美
- 益若つばさ：越谷市
- 町田恵里那
- 松井結
- 松木里菜
- 松本愛
- 黛英里佳
- 宮瀬七海
- 宮本りえ
- 三吉彩花
- 民部良子
- 安岡あゆみ
- 矢野安奈
- 山内寧々
- 横田ひかる
- 吉田恵芽
- 梨衣名
- 莉音
- 渡辺舞：鴻巣市

### 声優
- 会沢紗弥
- 青木瑠璃子
- 赤尾ひかる
- 赤堀可乃子
- 明坂聡美
- 浅野真澄：三郷市（生まれは秋田県能代市）
- 新井里美：与野市（現・さいたま市中央区）
- 飯田里穂（μ's）：富士見市
- 飯塚麻結
- 井澤詩織
- 井澤美香子
- 石井敏郎：浦和市（現・さいたま市）
- 石飛恵里花
- 市川治
- 伊藤栄次
- 伊波杏樹（Aqours）
- 岩田光央：所沢市
- 石見舞菜香
- 上村祐翔
- 魚建
- 内川藍維
- 内山昂輝
- 浦田わたる
- 江森浩子：熊谷市
- 及川ひとみ：戸田市
- 近江知永
- 大久保瑠美：（生まれは愛媛県）
- 大熊和奏（Liella!）
- 大谷美貴
- 大野貴史
- 大橋彩香：浦和市（現・さいたま市）（プロフィール上の出身地は東京都）
- 大前茜
- 岡和男
- 落合佑介
- かかずゆみ
- 掛川裕彦
- 梶裕貴：坂戸市（生まれは東京都）
- 片石千春
- 川上千尋
- 川口莉奈
- 川崎恵理子
- 菊地美香
- 北原沙弥香
- 木野日菜
- 草尾毅：所沢市
- 久保田未夢（i☆Ris）
- 久保田梨沙
- 黒沢ともよ ：秩父市
- 國府田マリ子 ：宮代町
- 國分優香里
- 小西寛子
- 小林由依
- 斎賀みつき
- 斎藤恵理
- 斉藤朱夏（Aqours）：越谷市
- 斎藤千和
- 坂倉花 （Liella!）
- 坂戸こまつな：坂戸市
- 坂巻学
- 佐々木琴子：本庄市
- 指出毬亜
- 澁谷梓希（i☆Ris）
- 島涼香
- 清水マリ：浦和市（現・さいたま市）
- 下田岺易
- 菅原祥子
- すきがら沙智
- 杉田智和
- すずき紀子
- 鈴夏あや
- 諏訪ななか（Aqours）：川越市
- 瀬戸麻沙美
- 瀬戸桃子
- 千本木彩花
- 太地琴恵
- 大地葉
- 高野慎平
- 高梁碧 ：蕨市
- 高橋李依（イヤホンズ）
- 高橋理恵子
- 竹内順子
- 竹達彩奈
- 橘えみり
- 田丸篤志（生まれは北海道）
- 田村奈央
- 千葉千恵巳
- 茶風林
- チョー
- 鳥海勝美
- 堂坂晃三
- 東城日沙子
- 富田美憂
- 中恵光城
- 長江里加
- 中島沙樹
- 中島千里：さいたま市大宮区
- 永野愛
- 中村温姫
- 中村和正
- 中山さら
- 夏目ここな
- 滑川恭子
- 成田剣
- 新谷恵
- のぐちゆり
- 日向もか
- 上別府仁資
- 廣瀬武央：坂戸市
- 深見梨加
- 船戸ゆり絵
- ペイトン尚未（Liella!）
- 本名陽子：草加市
- 前島亜美
- 増岡弘：南埼玉郡岩槻町（現・さいたま市岩槻区）
- 升望
- 町井美紀
- 松浦チエ
- 松下美由紀
- 的井香織
- 真野あゆみ
- 三ッ木勇気
- 宮野真守
- 本宮佳奈
- 矢澤りえか
- ヤスヒロ
- 山岡ゆり
- 幸村恵理

### アダルトタレント
- 青沼ちあさ
- 浅井理恵
- 朝岡実嶺
- 浅見美那
- 一条さゆり
- 樹まり子
- 一徹
- 伊藤京子
- 影山莉菜
- 風間ゆみ
- 清里めぐみ
- 剣崎進
- 小向美奈子
- 桜もこ
- 桜樹ルイ
- 佐藤恵美
- 沢木和也
- 島袋浩
- 鈴木奈緒
- 高見沢杏奈
- 田中こずえ
- 中島京子
- 鳴沢賢一
- 野本義明
- ピエール剣
- 藤小雪
- 吉田潤
- 吉村卓

### インフルエンサー
- 加藤乃愛
- 本望あやか

YouTuber
・ガッチマン

## スポーツ選手

### サッカー

#### 指導者・協会関係者
- 犬飼基昭：（第11代日本サッカー協会会長）：さいたま市（旧・浦和市）
- 西野朗：（元日本代表監督、元名古屋グランパスエイト監督・元日本代表）：さいたま市（旧・浦和市）
- 村井満：（第5代Jリーグチェアマン）
- 佐々木則夫：（前サッカー日本女子代表監督）：川口市（生まれは山形県）
- 水沼貴史：（元横浜F・マリノス監督・元日本代表）：さいたま市（旧・浦和市）
- 反町康治：（前松本山雅FC監督、北京五輪日本代表監督・A代表コーチ）：さいたま市（旧・浦和市）
- 大熊清：（元日本代表コーチ・元セレッソ大阪監督）：さいたま市（旧・浦和市）
- 大熊裕司：（元セレッソ大阪監督）：さいたま市（旧・浦和市）
- 吉田達磨：（シンガポール代表監督）
- 倉又寿雄：（元FC東京監督・元日本代表）
- 横山謙三：（元日本代表監督・元日本代表）：さいたま市（旧・浦和市）
- 松本暁司：（元日本代表・高校サッカー指導者）：さいたま市（旧・浦和市）
- 落合弘：（元日本代表・元代表コーチ）：さいたま市（旧・浦和市）
- 鈴木良三：（元日本代表）：さいたま市（旧・浦和市）
- 永井良和：（ジェフユナイテッド市原・千葉初代監督・元日本代表）：さいたま市（旧・浦和市）
- 田中孝司：（元湘南ベルマーレ監督・元ベガルタ仙台GM・元日本代表）
- 川俣則幸：（元日本代表コーチ）
- 加藤好男：（元日本代表コーチ）：さいたま市（旧・浦和市）
- 鈴木保：（元サッカー日本女子代表監督）：さいたま市（旧・浦和市）
- 名取篤：（元日本代表）：さいたま市（旧・浦和市）
- 田北雄気：（横浜FCGKコーチ）：さいたま市（旧・浦和市）
- 高橋武夫：（コンサドーレ札幌初代監督・元日本代表）
- 細田慎一郎：（元カターレ富山アシスタントコーチ）
- 栗原圭介：（元福島ユナイテッドFC監督）：本庄市
- 横山雄次：（AC長野パルセイロ監督）
- 増田功作：（横浜FCコーチ）
- 森直樹：（水戸ホーリーホックコーチ）
- 小林亮：（FC町田ゼルビアコーチ）
- 島村芳崇：（杭州緑城足球倶楽部コンディショニングコーチ）

#### 現役
- 新井幹人：（FC琉球）
- 新井涼平：（ヴァンフォーレ甲府）：ふじみ野市（旧・大井町）
- 安西幸輝：（元日本代表・鹿島アントラーズ）：川口市
- 安東輝：（テゲバジャーロ宮崎）
- 石川俊輝：（大宮アルディージャ）：さいたま市
- 伊藤敦樹：（日本代表・KAAヘント）：さいたま市（旧・浦和市）
- 内田航平：（徳島ヴォルティス）
- 大島康樹：（栃木SC）
- 大竹洋平：（アルビレックス新潟シンガポール）：八潮市
- 岡部拓実：（FCマルヤス岡崎）
- 岡本拓也：（湘南ベルマーレ）：さいたま市（旧・浦和市）
- 荻原拓也：（浦和レッズ）：川越市
- オナイウ阿道：（元日本代表・トゥールーズFC）：神川町
- オナイウ情滋：（ベガルタ仙台）：神川町
- 笠原昂史：（大宮アルディージャ）：熊谷市
- 片山瑛一：（柏レイソル）
- 加藤智陽：（ジュビロ磐田）：熊谷市
- 加藤陸次樹：（サンフレッチェ広島）：熊谷市
- 金子拓郎：（浦和レッズ）：小川町
- 金子昌広：（ツエーゲン金沢）：所沢市
- 川島永嗣：（元日本代表・ジュビロ磐田）：さいたま市（旧・与野市）
- 川田修平：（栃木SC）：深谷市
- 河西真：（ラインメール青森FC）：深谷市
- 菊地俊介：（愛媛FC）：さいたま市
- 栗原イブラヒム・ジュニア：（SC相模原）：所沢市
- 小池純輝：（クリアソン新宿）：比企郡嵐山町
- 後藤雅明：（モンテディオ山形）：所沢市
- 小林祐介：（ジェフユナイテッド市原・千葉）
- 紺野和也：（アビスパ福岡）
- 斎藤翔太：（レイラック滋賀FC）：さいたま市（旧・大宮市）
- 斉藤誠司：（サルガオカーFC）：さいたま市（旧・岩槻市）
- 齋藤巧：（ソーマプライア）：川越市
- 阪野豊史：（FC今治）：三郷市
- 佐藤謙介：（レノファ山口FC）：さいたま市（旧・浦和市）
- 清水慎太郎：（ファジアーノ岡山FC）：新座市
- 進昂平：（AC長野パルセイロ）
- 菅野孝憲：（北海道コンサドーレ札幌）：富士見市
- 鈴木彩艶：（日本代表・パルマ・カルチョ1913）：さいたま市（旧・浦和市）
- 関根貴大：（浦和レッズ）：鶴ヶ島市
- 高瀬優孝：（アヴェントゥーラ川口）
- 髙田颯也：（徳島ヴォルティス）
- 高橋峻希：（いわてグルージャ盛岡）：朝霞市
- 武富孝介：（ヴァンフォーレ甲府）：さいたま市（旧・浦和市）
- 田代雅也：（アビスパ福岡）：蕨市
- 田中淳：（tonan前橋）：川越市
- 富居大樹：（湘南ベルマーレ）
- 富所悠：（FC琉球）
- 永井堅梧：（横浜FC）
- 中川風希：（藤枝MYFC）
- 中川寛斗：（大分トリニータ）：さいたま市（旧・浦和市）
- 長倉幹樹：（浦和レッズ）：さいたま市（旧・浦和市）
- 中村隼：（モンテディオ山形）
- 中山雄希：（ヴェロスクロノス都農）
- 野崎雅也：（ラインメール青森FC）：所沢市
- 橋岡大樹：（日本代表・SKスラヴィア・プラハ）：さいたま市（旧・浦和市）
- 長谷川アーリアジャスール：（ガイナーレ鳥取）：鶴ヶ島市
- 濱田水輝：（大宮アルディージャ）：和光市（生まれはアメリカ）
- 原口元気：（元日本代表・浦和レッズ）：熊谷市
- 原田欽庸：（栃木シティFC）
- 平野又三：（FKブドゥチノスト・ポドゴリツァ）：さいたま市
- 広瀬陸斗：（ヴィッセル神戸）：さいたま市
- 前田直輝：（浦和レッズ）：さいたま市（旧・浦和市）
- 町田也真人：（ギラヴァンツ北九州）：さいたま市（旧・浦和市）
- 松尾佑介：（浦和レッズ）：川口市
- 松本泰志：（浦和レッズ）：東松山市
- 三門雄大：（FC今治）：富士見市
- 三島康平：（COEDO KAWAGOE F.C）：さいたま市（旧・浦和市）
- 宮崎泰右：（SHIBUYA CITY FC）：川越市
- 村松知輝：（PFCマシュアル・ムバレク）：朝霞市* 茂木力也：（大宮アルディージャ）：深谷市
- 柳下大樹：（ヴァンラーレ八戸）
- 矢島慎也：（清水エスパルス）：さいたま市（旧・浦和市）
- 山﨑浩介：（サガン鳥栖）
- 山田直輝：（元日本代表・FC岐阜）：さいたま市（旧・浦和市）
- 山中惇希：（ザスパクサツ群馬）
- 吉田直矢（いわてグルージャ盛岡）
- 吉永昇偉：（テゲバジャーロ宮崎）
- 渡辺剛：（日本代表・KAAヘント）
- 渡邊凌磨：（浦和レッズ）：東松山市
- ンドカ・ボニフェイス：（横浜FC）

#### 引退
- 田中真二：（元日本代表・浦和レッズ）：さいたま市（旧・浦和市）
- 山岸範宏：（元日本代表・浦和レッズ）：熊谷市
- 安藤正裕：（元日本代表・大宮アルディージャ）：坂戸市
- 上野良治：（元日本代表・横浜F・マリノス）：さいたま市（旧・浦和市）
- 宇賀神友弥：（元日本代表・浦和レッズ）：戸田市
- 中澤佑二：（元日本代表・横浜F・マリノス）：吉川市
- 佐藤寿人：（元日本代表・ジェフユナイテッド市原・千葉）：春日部市
- 佐藤勇人：（元日本代表・ジェフユナイテッド市原・千葉）：春日部市
- 斉藤和夫：（元日本代表）：旧浦和市
- 小畑穣：（元日本代表）：旧浦和市
- 関口久雄：（元日本代表）：さいたま市（旧・浦和市）
- 川上信夫：（元日本代表）：さいたま市（旧・浦和市）
- 金子久：（元日本代表）：さいたま市（旧・与野市）
- 菅又哲男：（元日本代表）：さいたま市（旧・与野市）
- 高師康：（元日本代表）：さいたま市（旧・浦和市）
- 高林隆：（元日本代表）
- 永尾昇：（日本サッカーリーグ新人王）：本庄市（旧・児玉町）
- 阿部敏之：（元浦和レッズ）：さいたま市（旧・浦和市）
- 池田伸康：（元浦和レッズ）：さいたま市（旧・浦和市）
- 内舘秀樹：（元浦和レッズ）：さいたま市（旧・浦和市）
- 新井翔太：（元浦和レッズ）：熊谷市（旧：江南町）
- 田口禎則：（元浦和レッズ）：さいたま市（旧・浦和市）
- 田畑昭宏：（元浦和レッズ）：坂戸市
- 広瀬治：（元浦和レッズ）：さいたま市（旧・与野市）
- 堀之内聖：（元浦和レッズ）：さいたま市（旧・浦和市）
- 宮沢克行：（元浦和レッズ）：春日部市
- 室井市衛：（元浦和レッズ）：さいたま市（旧・浦和市）
- 斎藤豪人：（元浦和レッズ）：深谷市
- 石亀晃：（元大宮アルディージャ）
- 伊藤彰：（元大宮アルディージャ）：新座市
- 金澤慎：（元大宮アルディージャ）：さいたま市（旧・大宮市）
- 川辺隆弥：（元大宮アルディージャ）：寄居町
- 桜井直人：（元大宮アルディージャ）：旧浦和市
- 斉藤雅人：（元大宮アルディージャ）：旧浦和市
- 島田裕介：（元大宮アルディージャ）：越生町
- 塚本泰史：（元大宮アルディージャ）：川口市
- 原田慎太郎：（元大宮アルディージャ）：狭山市
- 三上和良：（元大宮アルディージャ）：さいたま市（旧・浦和市）
- 渡部大輔：（元大宮アルディージャ）：所沢市
- 中町公祐：（元横浜F・マリノス）：さいたま市（旧・与野市）
- 長田道泰：（元東京ヴェルディ）：狭山市
- 中嶋譲：（元鹿島アントラーズ）：さいたま市（旧・大宮市）
- 掛川誠：（元清水エスパルス）：熊谷市（旧・大里郡妻沼町）
- 大森征之：（元名古屋グランパス）：さいたま市（旧・浦和市）
- 小暮直樹：（元ガンバ大阪）：児玉郡
- 島村毅：（元湘南ベルマーレ）越谷市
- 金沢浄：（元ジュビロ磐田）：入間市
- 中澤聡太：（元セレッソ大阪）：朝霞市（生まれは東京都）
- 加藤順大：（元京都サンガF.C.）：上尾市
- 岩井厚裕：（元アビスパ福岡）：さいたま市
- 河合竜二：（元北海道コンサドーレ札幌）：鶴ヶ島市
- 黄川田賢司：（元コンサドーレ札幌）：新座市
- 相川進也：（元コンサドーレ札幌）：上里町
- 浦田尚希：（元川崎フロンターレ）
- 若狭大志：（元ベガルタ仙台）：さいたま市
- 越智隼人：（元モンテディオ山形）：上尾市
- 中村英之：（元モンテディオ山形）
- 比嘉厚平：（元モンテディオ山形）：越谷市
- 黄学淳：（元水戸ホーリーホック）：戸田市
- 秋葉陽一：（元水戸ホーリーホック）
- 島田祐輝：（元水戸ホーリーホック）：新座市
- 細川淳矢：（元水戸ホーリーホック）：鴻巣市
- 浅利悟：（元FC東京）：さいたま市（旧・浦和市）
- 榎本達也：（元FC東京）：蕨市（生まれは東京都）
- 加賀見健介：（元FC東京）
- 阿井達也：（元ヴァンフォーレ甲府）
- 杉山新：（元ヴァンヴォーレ甲府）：春日部市
- 津田琢磨：（元ヴァンフォーレ甲府）：久喜市
- 野澤英之：（元ヴァンフォーレ甲府）：和光市
- 吉田悟：（元ヴァンフォーレ甲府）
- 梅山修：（元アルビレックス新潟）
- 木寺浩一：（元アルビレックス新潟）：日高市
- 新井健二：（元アルビレックス新潟）
- 鈴木慎吾：（元アルビレックス新潟）：鴻巣市
- 小林祐三：（元サガン鳥栖）：熊谷市
- 松田悦典：（元サガン鳥栖）：三郷市
- 加藤大志：（元横浜FC）
- 神野卓哉：（元横浜FC）：草加市
- 青木良太：（元ザスパクサツ群馬）：志木市
- 樹森大介：（元ザスパ草津）
- 野崎桂太：（元ザスパクサツ群馬）
- 藤井悠太：（元ザスパクサツ群馬）：さいたま市
- 山崎渡：（元ザスパ草津）：熊谷市
- 青葉幸洋：（元徳島ヴォルティス）：東松山市
- 廣瀬智靖：（元徳島ヴォルティス）
- 河原和寿：（元愛媛FC）：行田市
- 関根永悟：（元愛媛FC）：川越市
- 千島徹：（元愛媛FC）：川越市
- 三上卓哉：（元愛媛FC）：さいたま市（旧・浦和市）
- 小峯隆幸：（元FC岐阜）：東松山市
- 杉本裕之：（元FC岐阜）：入間市
- 高地系治：（元FC岐阜）：川口市
- 冨士祐樹：（元FC岐阜）：富士見市
- 宇留野純：（元ロアッソ熊本）：鶴ヶ島市
- 菅沼実：（元ロアッソ熊本）：さいたま市岩槻区
- 町田多聞：（元ロアッソ熊本）
- 佐藤悠介：（元栃木SC）：北本市
- 仙石廉：（元栃木SC）：志木市
- 西澤代志也：（元栃木SC）：入間市（生まれは所沢市）
- 大山俊輔：（元カターレ富山）：さいたま市（旧：大宮市）
- 國吉貴博：（元カターレ富山）：川越市
- 西川優大：（元カターレ富山）：さいたま市（旧・浦和市）
- 大島翼：（元ファジアーノ岡山）：上尾市
- 伊藤琢矢：（元ギラヴァンツ北九州）
- 永田拓也：（元ギラヴァンツ北九州）：さいたま市（旧・浦和市）
- 片岡洋介：（元ガイナーレ鳥取）：三芳町
- 川鍋良祐：（元ガイナーレ鳥取）：春日部市
- 土居柊太：（元FC町田ゼルビア）：所沢市
- 中村祐也：（元FC町田ゼルビア）：上福岡市
- 武田英明：（元松本山雅FC）：鶴ヶ島市
- 戸島章：（元松本山雅FC）：久喜市（旧・鷲宮町）
- 南祐三：（元V・ファーレン長崎）：入間市
- 大沢朋也：（元カマタマーレ讃岐）：狭山市
- 玉城史也：（元カマタマーレ讃岐）
- 清水純：（元福島ユナイテッドFC）
- 尾身俊哉：（元Y.S.C.C.横浜）
- 山﨑正登：（元Y.S.C.C.横浜）：三郷市
- 保﨑淳：（元SC相模原）
- 松本祐樹：（元SC相模原）：志木市
- 齋藤将基：（元ツエーゲン金沢）
- 大橋良隆：（元長野パルセイロ）：さいたま市（旧浦和市）
- 新井純平：（元FC琉球）
- 菊池将太：（元いわてグルージャ盛岡）：鴻巣市
- 斎藤広野：（元グルージャ盛岡）
- 鈴木智幸：（元いわてグルージャ盛岡）：さいたま市（旧・浦和市）
- 中野雅臣：（元いわてグルージャ盛岡）：さいたま市（旧・与野市）
- 菊地光将：（元レノファ山口FC）：越谷市
- 堤俊輔：（元鹿児島ユナイテッドFC）：新座市
- 新裕太朗：（元アスルクラロ沼津）：上尾市
- 三ッ田啓希：（元ヴァンラーレ八戸）
- 池田昌広：（元奈良クラブ）：久喜市（生まれは三重県）
- 百瀬俊介：（元デポルティーボ・トルーカFC）

#### 女子選手
- 秋山智美：（元日本代表）
- 井坂美都：（元日本代表）
- 赤井歩：（元岡山湯郷Belle）
- 池田咲紀子：（元日本代表、三菱重工浦和レッズレディース）
- 池田浩美：（元日本代表）：本庄市
- 加藤千佳：（ちふれASエルフェン埼玉）
- 木﨑あおい：（サンフレッチェ広島レジーナ）
- 北郷裕子：（元TEPCOマリーゼ）
- 齊藤夕眞：（ヴィアマテラス宮崎）
- 塩越柚歩：（日本代表、三菱重工浦和レッズレディース）
- 高橋はな：（日本代表、三菱重工浦和レッズレディース）
- 田中桜：（元アルビレックス新潟レディース）
- 土光真代：（日テレ・ベレーザ）：戸田市
- 乗松瑠華（浦和レッズレディース）
- 長谷川唯：（日本代表、日テレ・ベレーザ）
- 水間百合子：（元日本代表）：旧浦和市
- 南萌華：（日本代表、三菱重工浦和レッズレディース）
- 山岸靖代：（元日本代表）
- 山郷のぞみ：（元日本代表、ASエルフェン埼玉）：旧大宮市
- 山崎円美：（ジェフユナイテッド市原・千葉レディース）
- 吉田莉胡：（ちふれASエルフェン埼玉）

#### 審判員
- 浅見俊雄（アジアサッカー連盟元審判委員会副委員長、Jリーグ元審判委員長）：旧浦和市
- 木内裕也：富士見市
- 東城穣：所沢市
- 中村太
- 柿沼亨

#### フットサル選手
- 小檜山譲：（府中アスレティックフットボールクラブ）
- 小曽戸允哉：（バサジィ大分）

### ラグビー
- 堀越正巳（元日本代表選手、立正大学ラグビー部監督）：熊谷市
- 宿澤広朗（元日本代表監督）：鴻巣市（旧・北足立郡吹上町）
- 相良南海夫（元三菱重工相模原ダイナボアーズ監督、早稲田大学ラグビー蹴球部監督）：春日部市
- 岸光太郎（車いすラグビー日本代表）：さいたま市
- 小口耕平（元リコーブラックラムズ東京）
- 山賀敦之（元セコムラガッツ）
- 松島幸太朗 （ASMクレルモン・オーヴェルニュ）
- 安藤栄次（元NECグリーンロケッツ）
- 佐藤剛（元Honda HEAT）：草加市
- 松田努（元東芝ブレイブルーパス）
- 塚越賢（元東芝ブレイブルーパス）
- 久保晃一（元ヤマハ発動機ジュビロ）
- 相亮太（リコーブラックラムズ）
- 神尾卓志（リコーブラックラムズ）：深谷市
- 木川隼吾（パナソニック ワイルドナイツ）
- 野口裕也（キヤノンイーグルス）
- 吉田永昊（神戸製鋼コベルコスティーラーズ）：さいたま市
- 茂木隼人（クボタスピアーズ）：熊谷市
- 岸直弥（ヤマハ発動機ジュビロ）：毛呂山町
- 茂木大輔（日野自動車レッドドルフィンズ）
- 朝見力弥（豊田自動織機シャトルズ）
- 河合航（豊田自動織機シャトルズ）
- 塚本篤志（Honda HEAT）
- 馬渕武史（リコーブラックラムズ）：坂戸市
- 三友良平（キヤノンイーグルス）：深谷市
- 室井達彦（パナソニック ワイルドナイツ）
- 生方信孝（Honda HEAT）
- 中島拓也（栗田工業ウォーターガッシュ）
- 高橋悠太（リコーブラックラムズ）
- 沼尻大輝（NTTコミュニケーションズシャイニングアークス）：熊谷市
- 株木貴幸（クボタスピアーズ）：川口市
- 酒井教全（パナソニック ワイルドナイツ）
- 大戸裕矢（ヤマハ発動機ジュビロ）
- 高橋洋丞（トヨタ自動車ヴェルブリッツ）
- 田坂藍（女子日本代表）
- 中澤健宏（リコーブラックラムズ）
- 森谷直貴（キヤノンイーグルス）：深谷市
- 吉澤尊（元リコーブラックラムズ）
- 篠田正悟（日野レッドドルフィンズ）
- 吉澤太一（コカ・コーラレッドスパークス）
- 岡部瞬（NTTドコモレッドハリケーンズ）
- 橋本大吾（東芝ブレイブルーパス）
- 森谷圭介（パナソニック ワイルドナイツ）
- 金嶺志（NTTコミュニケーションズシャイニングアークス）
- 土屋樹生（三菱重工相模原ダイナボアーズ）
- 堀米航平（リコーブラックラムズ）：所沢市
- 山沢拓也（パナソニック ワイルドナイツ）：熊谷市
- 中町俊耶（車いすラグビー・車いすラグビー日本代表）：北本市
- 福田健太（トヨタ自動車ヴェルブリッツ）：三郷市
- 中嶋大希（コベルコ神戸スティーラーズ）
- 平田快笙（東芝ブレイブルーパス）
- 金井大雪（NECグリーンロケッツ）
- 石森大雄（ヤクルトレビンズ）
- 新妻汰一（パナソニック ワイルドナイツ）
- 新井翼（パナソニック ワイルドナイツ）
- 河田和大（ヤマハ発動機ジュビロ）
- 新井望友（NECグリーンロケッツ）
- 大内空（日野レッドドルフィンズ）
- 田中秀（日野レッドドルフィンズ）:入間市
- 山沢京平（埼玉パナソニックワイルドナイツ）：熊谷市
- 本堂杏虎（埼玉パナソニックワイルドナイツ）
- 大竹風美子（7人制女子日本代表）：川口市
- 橋本吾郎
- ンドカ・ジェニファ（女子日本代表）
- 丸山希香（7人制女子日本代表）

### バレーボール

#### 男子
- 石島雄介（元日本代表、堺ブレイザーズ）：松伏町
- 金丸晃大（ジェイテクトSTINGS）
- 金丸将大（警視庁フォートファイターズ）
- 栗山英之（FC東京バレーボールチーム）
- 小宮雄一郎（日本代表、パナソニックパンサーズ）
- 八子大輔（元日本代表、JTサンダーズ）：越谷市
- 山本太二（元日本代表、東レ・アローズ）：さいたま市
- 米山達也（元日本代表、サントリーサンバーズ）：比企郡嵐山町
- 米山裕太（元日本代表、東レ・アローズ）：嵐山町

#### 女子
- 石川友紀（元日本代表、JTマーヴェラス）：上尾市
- 金子美里（武富士バンブー）：越谷市
- 神田千絵（元日本代表、岡山シーガルズ）：白岡市
- 木村沙織（元日本代表、東レ・アローズ）：八潮市
- 鈴木洋美（元日本代表）：熊谷市
- 田中姿子（元日本代表、ディナモ・モスクワ）：川越市
- 田中弓貴（KUROBEアクアフェアリーズ）：川口市
- 福田記代子（元日本代表、日立ベルフィーユ）：川口市
- 山中宏予（日本代表、埼玉上尾メディックス）：和光市
- 吉田真理子（元日本代表、ダイエーオレンジアタッカーズ）
- 吉野優理（埼玉上尾メディックス）
- 渡辺真由美（元久光製薬スプリングス）：春日部市

#### 指導者
- 石原昭久（JTマーヴェラス監督）：新座市

### 水泳

#### 競泳
- 瀬戸大也（個人メドレー）：毛呂山町
- 大塚美優（個人メドレー）：さいたま市北区
- 伊藤華英（背泳ぎ）：旧大宮市
- 稲田法子（背泳ぎ）：草加市
- 古賀淳也（背泳ぎ）：熊谷市
- 酒井夏海（背泳ぎ）
- 北川麻美（平泳ぎ、個人メドレー）：さいたま市岩槻区
- 星奈津美（バタフライ）：越谷市

#### アーティスティックスイミング
- 足立夢実
- 鈴木絵美子：旧浦和市

### スケート
- 井上純一：秩父市
- 木下真理子
- 重松直樹

### 柔道
- 福田八之助（嘉納治五郎の師）
- 岡泉茂
- 賀持道明
- 川田歩実
- 小林大輔：上尾市
- 新井千鶴（2020年東京オリンピック金メダリスト・銀メダリスト）：大里郡寄居町
- 金野潤：（東京都文京区生まれ）
- 鈴木若葉：富士見市
- 曽根康治：大里郡寄居町
- 曽根幸蔵
- 髙藤直寿（2020年東京オリンピック金メダリスト）：蓮田市
- 高松正裕：ふじみ野市
- 長井淳子：上尾市
- 樗沢憲昭：浦和市

### 剣術家
- 高野佐三郎（昭和の剣聖、大日本武徳会剣道範士、中西派一刀流）
- 高野佐吉郎
- 小川忠太郎（全日本剣道連盟範士、警視庁剣道名誉師範、小野派一刀流）
- 針ヶ谷夕雲（無住心剣流）
- 秋山要助

### 野球

#### 現役
- 五十幡亮汰（北海道日本ハムファイターズ）：行田市
- 上林誠知（中日ドラゴンズ）：さいたま市
- 宇田川優希（オリックス・バファローズ）
- 太田賢吾（東京ヤクルトスワローズ）：川越市
- 大道温貴（広島東洋カープ）：川口市
- 小島和哉（千葉ロッテマリーンズ）：鴻巣市
- 清水達也（中日ドラゴンズ）：深谷市
- 高梨雄平（読売ジャイアンツ）：川越市
- 高橋昂也（広島東洋カープ）：久喜市
- 中村晃（福岡ソフトバンクホークス）：朝霞市
- 並木秀尊（東京ヤクルトスワローズ）：草加市
- 原口文仁（阪神タイガース）：寄居町
- 樋口正修（中日ドラゴンズ）：北本市
- 冨士大和（埼玉西武ライオンズ）：さいたま市
- 松本剛（北海道日本ハムファイターズ）：川口市
- 豆田泰志（埼玉西武ライオンズ）：越谷市
- 三森大貴（横浜DeNAベイスターズ）：越谷市
- 山﨑福也（北海道日本ハムファイターズ）：所沢市
- 若月健矢（オリックス・バファローズ）：加須市
- 和田康士朗（千葉ロッテマリーンズ）：東松山市

#### 引退・コーチ
- 今成亮太（阪神タイガース）：富士見市
- 会田照夫（元・ヤクルトスワローズ）：春日部市
- 会田有志（読売ジャイアンツ三軍投手コーチ）：春日部市
- 相原勝幸（元・千葉ロッテマリーンズ）：上里町
- 石井義人（武蔵ヒートベアーズコーチ）：川口市
- 岩﨑哲也（元・埼玉西武ライオンズ→元・エディンバーグ・ロードランナーズ→元・キンタナロー・タイガース→元・愛媛マンダリンパイレーツ）：深谷市
- 江田幸一（元・日本ハムファイターズ）
- 橿渕聡（元・ヤクルトスワローズ）：八潮市
- 大竹寛（元・読売ジャイアンツ）：八潮市
- 大島裕行（元・埼玉西武ライオンズ）：さいたま市西区（旧・大宮市）
- 小川将俊（中日ドラゴンズブルペン捕手）：さいたま市
- 小野寺力（東京ヤクルトスワローズ二軍投手コーチ）：熊谷市
- 加賀繁（元・横浜DeNAベイスターズ）：新座市
- 笠原将生（元・読売ジャイアンツ）：旧浦和市
- 加藤翔平（元・千葉ロッテマリーンズ→元・中日ドラゴンズ）：加須市
- 門倉健（中日ドラゴンズ二軍投手コーチ）：入間市
- 木塚敦志（横浜DeNAベイスターズ投手コーチ）：さいたま市南区
- 木下富雄（元・広島東洋カープ）：北葛飾郡杉戸町
- 久保田智（元・東京ヤクルトスワローズ）
- 久保田智之（元・阪神タイガース）：吉見町
- 熊澤とおる（元・埼玉西武ライオンズ）：新座市
- 河野友軌（元・横浜ベイスターズ）：狭山市
- 小林憲幸（元・千葉ロッテマリーンズ）：旧鳩ヶ谷市
- 小林宏之（元・千葉ロッテマリーンズ→元・阪神タイガース→元・群馬ダイヤモンドペガサス→元・信濃グランセローズ→元・埼玉西武ライオンズ）：草加市
- 小原沢重頼（元・読売ジャイアンツ）：三郷市
- 金剛弘樹（元・中日ドラゴンズ）：入間市
- 斎藤雅樹（元・読売ジャイアンツ）：川口市
- 酒井忠晴（東北楽天ゴールデンイーグルス二軍内野守備バントコーチ）：三郷市
- 酒井泰志（元・千葉ロッテマリーンズ）
- 坂元弥太郎（元・ヤクルトスワローズ→元・東京ヤクルトスワローズ→元・北海道日本ハムファイターズ→元・横浜ベイスターズ→元・埼玉西武ライオンズ）：蕨市（生まれは広島県）
- 佐藤充（元・東北楽天ゴールデンイーグルス）：坂戸市
- 佐野泰雄（元・埼玉西武ライオンズ）：和光市（生まれはタイ王国バンコク）
- 芝草宇宙（元・日本ハムファイターズ→元・北海道日本ハムファイターズ→元・福岡ソフトバンクホークス）：所沢市
- 嶋重宣（埼玉西武ライオンズ二軍打撃コーチ）：ふじみ野市（旧・上福岡市）
- 城石憲之（北海道日本ハムファイターズ二軍内野守備コーチ）：さいたま市（旧・大宮市）
- 杉本友（元・オリックス・ブルーウェーブ→元・横浜ベイスターズ→元・ヤクルトスワローズ）：所沢市
- 鈴木健（元・西武ライオンズ→元・東京ヤクルトスワローズ）：越谷市
- 髙島祥平（元・中日ドラゴンズ）：朝霞市
- 高橋和幸（元・福岡ダイエーホークス→元・福岡ソフトバンクホークス）：ふじみ野市
- 田中健太郎（元・読売ジャイアンツ）：坂戸市
- 谷岡竜平（元・読売ジャイアンツ）：和光市
- 土肥義弘（元・埼玉西武ライオンズ）：鳩ヶ谷市
- 靍岡賢二郎（元・横浜DeNAベイスターズ）：川口市
- 中村勝（元・北海道日本ハムファイターズ →元・サーファーズ・パラダイス→元・ウィンザー・ロイヤルズ→元・ブリスベン・バンディッツ →元・グアダラハラ・マリアッチス→元・ オリックス・バファローズ→元・KAMIKAWA・士別サムライブレイズ）：春日部市
- 中里篤史（元・中日ドラゴンズ→元・読売ジャイアンツ）：朝霞市
- 奈良原浩（東北楽天ゴールデンイーグルス二軍監督）：白岡市
- 西谷尚徳（元・東北楽天ゴールデンイーグルス→元・阪神タイガース育成）：久喜市
- 仁村薫（元・読売ジャイアンツ→元・中日ドラゴンズ）：川越市
- 仁村徹（中日ドラゴンズ二軍監督）：川越市
- 野原祐也（OBC高島監督、元・阪神タイガース）：越谷市
- 初芝清（元・千葉ロッテマリーンズ）：坂戸市
- 日里正義（元・日本ハムファイターズ）
- 平尾博嗣（元・阪神タイガース→元・埼玉西武ライオンズ）：旧大宮市
- 平野将光（元・埼玉西武ライオンズ）：川口市
- 広池浩司（元・広島東洋カープ）：越谷市
- 古川祐樹（元・読売ジャイアンツ）：草加市
- 星野真澄（元・読売ジャイアンツ）：さいたま市
- 増渕竜義（元・東京ヤクルトスワローズ→北海道日本ハムファイターズ）：草加市
- 松原誠（元・横浜大洋ホエールズ→元・読売ジャイアンツ、名球会）：飯能市
- 三浦貴（元・読売ジャイアンツ→元・埼玉西武ライオンズ）：さいたま市中央区
- 三澤興一（読売ジャイアンツ投手コーチ）：ふじみ野市（旧入間郡大井町）
- 本柳和也（元・オリックス・バファローズ）：越谷市
- 森田斌（元・大洋ホエールズ）
- 山崎賢一（元・横浜大洋ホエールズ→元・福岡ダイエーホークス）：志木市
- 山崎裕之（元・ロッテオリオンズ→元・西武ライオンズ、名球会）：上尾市
- 柚木秀夫（元・南海ホークス→元・読売ジャイアンツ）：久喜市
- 吉野誠（元・阪神タイガース→元・オリックス・バファローズ→元・福岡ソフトバンクホークス）：旧大宮市
- 渡邉恒樹（東京ヤクルトスワローズ打撃投手）：所沢市

#### 女子選手
- 大山唯
- 川保麻弥
- 谷山莉奈
- 古谷恵菜
- 星川あかり：朝霧市
- 山口千沙季

#### 指導者
- 岩井隆（花咲徳栄高校監督）：川口市
- 清水達也（中央大学監督）
- 須江航（仙台育英学園高校監督）：さいたま市（旧市域不明）
- 須長三郎：東松山市
- 森士（元浦和学院高校監督）：旧浦和市
- 森大（浦和学院高校監督）：旧浦和市

### ソフトボール

#### 現役
- 岩渕有美
- 宇津木妙子（日本人初の国際ソフトボール連盟殿堂）

#### 引退
- 森さやか

### バスケットボール

#### 男子選手
- 井手勇次（島根スサノオマジック）
- 折茂武彦（日本代表、レバンガ北海道）：上尾市
- 勝又英樹（元仙台89ERS→大阪エヴェッサ）：草加市（生まれは宮城県）
- 河内修斗（浜松・東三河フェニックス）
- 黒岩元希（埼玉ブロンコス）
- 庄司和広（元日本代表）：北葛飾郡杉戸町
- 関口聡史（元日本代表、元トヨタ自動車）：熊谷市
- 土嶺雄一（Portland Chinooks）：比企郡吉見町
- 富田卓弥（東芝ブレイブサンダース）
- 納谷幸二（元日本代表、元アイシンシーホース）
- 藤田弘輝（宮崎シャイニングサンズ）
- 牧隼利（琉球ゴールデンキングス）
- 村岸航（宇都宮ブレックス）

#### 女子選手
- 有山景子（日立ハイテク クーガーズ）
- 池田麻美（元日本代表、トヨタ自動車アンテロープス）
- 伊藤奈月（日立ハイテク クーガーズ）
- 落合里泉（シャンソンVマジック）
- 小林彩（元三菱電機コアラーズ）
- 佐坂樹（トヨタ紡織サンシャインラビッツ）
- 佐藤詩織（アイシン・エィ・ダブリュ ウィングス）
- 清水愛咲美（富士通レッドウェーブ）
- 清水八重子（元シャンソンVマジック）
- 鈴木一実（トヨタ自動車アンテロープス）
- 高木美恵（元エバラヴィッキーズ）
- 田渕明日香（元デンソーアイリス）
- 鶴見彩（日立ハイテク クーガーズ）
- 渡嘉敷来夢（日本代表、JX-ENEOSサンフラワーズ）：春日部市（生まれは東京都）
- 藤井美紀（トヨタ自動車アンテロープス）
- 本田雅衣（山形銀行ライヤーズ）
- 増岡加奈子（シャンソンVマジック）：入間市
- 増野彩香（三菱電機コアラーズ）
- 眞鍋かおり（元トヨタ自動車）
- 宮崎早織（日本代表、JX-ENEOSサンフラワーズ、2020年東京オリンピック銀メダリスト）
- 武藤さや香（アイシン・エィ・ダブリュ ウィングス）
- 本橋菜子（日本代表、東京羽田ヴィッキーズ、2020年東京オリンピック銀メダリスト）：朝霞市
- 山田茉美（日立ハイテク クーガーズ）

### ゴルフ
- 生駒佳与子：熊谷市
- 石川遼：北葛飾郡松伏町
- 今平周吾
- 岩井千怜
- 日下部智子：所沢市
- 工藤遥加：所沢市
- 中島啓太：加須市
- 樋口久子（世界ゴルフ殿堂、日本女子プロゴルフ協会会長）
- 松村道央
- 山口裕子

### 陸上
- 新井涼平（やり投）
- 石田智子（短距離）：新座市
- 大島めぐみ（長距離、マラソン）：熊谷市
- 大利久美（競歩）
- 柿沼和恵（短距離）：大里郡寄居町
- 川内優輝（マラソン）：久喜市（生まれは東京都）
- 川内鮮輝（マラソン）：久喜市（生まれは東京都）
- 川内鴻輝（マラソン）：久喜市（生まれは東京都）
- 川嶋伸次（マラソン）：入間郡毛呂山町
- 小指徹（マラソン）
- 小林正幹（長距離）
- 佐藤美保（中距離）：旧大宮市
- 設楽悠太（長距離）：フルマラソンおよびハーフマラソンの日本記録保持者
- 島村清孝（長距離、マラソン）
- 鈴木真紀（中距離）：三芳町
- 髙橋萌木子（短距離）：三郷市
- 土井杏南（短距離）：朝霞市
- 野口源三郎（十種競技）：深谷市（旧・榛沢郡横瀬村）、埼玉県初のオリンピック選手、体育学者（埼玉大学名誉教授）
- 橋岡優輝（走幅跳）：旧浦和市
- 藤光謙司（短距離）：旧浦和市
- 宮原美佐子（マラソン）：川口市
- 秋元恵美（100mハードル）
- 山崎一彦（400mハードル）：旧与野市
- 吉田香織（長距離、マラソン）：坂戸市

### 重量挙げ
- 三宅宏実（ロンドンオリンピック48kg級銀メダリスト）：新座市
- 水落穂南
- 今鉾一恵

### 体操
- 大畠佑紀：戸田市
- 岸里奈
- 菅原リサ：戸田市
- 原千華：入間市
- 加藤凌平：草加市

### 相撲

#### 現役
- 大栄翔勇人（関脇）：朝霞市
- 阿炎政虎（関脇）：越谷市
- 栃大海雄（十両）：越谷市

#### 引退
- 初代伊勢ノ海五太夫
- 柏戸宗五郎（大関）：草加市
- 若秩父高明（関脇）：秩父市
- 北勝富士大輝（小結）：所沢市
- 紅葉川孝市（小結）：鴻巣市
- 若葉山貞雄（小結）：さいたま市大宮区
- 荒虎敬之助（小結）：北川辺町
- 大若松好弘（前頭）：越谷市
- 小沼克行（前頭）：春日部市
- 境澤賢一（前頭）：さいたま市南区
- 駿傑悠志（前頭）：三郷市
- 剣武輝希（前頭）：秩父郡小鹿野町
- 栃富士勝健（前頭）：熊谷市
- 武藏野門太（前頭）：児玉郡
- 山本山龍太（前頭）：さいたま市西区
- 彩尊光（十両）
- 熊翁博（十両）：熊谷市
- 彩豪一義（十両）：さいたま市西区
- 出羽の郷秀之（十両）：三郷市
- 栃不動周二（十両）：朝霞市
- 龍門孝幸（十両）：川口市

#### 行司・呼出
- 式守伊之助 (3代)
- 木村善之輔 (5代)
- 木村千鷲
- 康夫
- 光昭
- 邦夫
- 松男

### ボクシング
- 飯泉健二
- 内山高志（元WBA世界スーパーフェザー級王者）：春日部市（生まれは長崎県）
- 宇津木秀：所沢市
- 大迫亮：深谷市
- 木村翔（現WBO世界フライ級王者）
- コウジ有沢（元日本スーパーフェザー級王者）：草加市
- 近藤明広（第55代日本ライト級王者）：加須市
- 五代登（元日本フェザー級、ジュニアライト級、ライト級王者）：所沢市
- 西城正三（元WBA世界フェザー級王者）：川口市（旧鳩ヶ谷市）
- 三瓶数馬（元日本スーパーフェザー級ユース王者）
- 須賀寿江：熊谷市
- 須田拓弥：所沢市
- 関根幸太朗：久喜市
- 高田勇仁:新座市
- 富岡樹:さいたま市
- 波田大和（現日本スーパーフェザー級ユース王者）:草加市
- 松崎博保：深谷市
- 三澤照夫（元日本ミニマム級王者）：熊谷市
- 渡部信宣（第37代OPBF東洋太平洋ウェルター級王者、第17代PABAスーパーウェルター級王者）

### キックボクサー
- ファイヤー原田
- 伊藤隆：入間市
- 金沢久幸：八潮市
- 田嶋はる
- 須藤信充
- 桜朋凛：川口市
- 藤鬥嘩裟：富士見市
- 嶋田翔太：富士見市
- 柴田早千予
- 内田ノボル
- 松田利彦：狭山市
- 武藤孝行
- 雄大
- 清水貴彦

### プロレス関連

#### プロレスラー
- 全日本プロレス所属
  - 鈴木鼓太郎：蕨市
- プロレスリング・ノア所属
  - 三沢光晴：越谷市
  - 田上明：秩父市
  - 丸藤正道：鴻巣市
  - 平柳玄藩：川口市
- 大日本プロレス所属
  - "黒天使"沼澤邪鬼：本庄市
  - 星野勘九郎：富士見市
  - 大橋篤：川口市
  - 橋本和樹：草加市
  - 佐々木義人：川口市
- KAIENTAI-DOJO所属
  - 稲松三郎：三郷市
- DDTプロレスリング所属
  - 石井慧介：入間市
  - ヤス・ウラノ：所沢市
- フーテン・プロモーション所属
  - 原学：越谷市
- ZERO1所属
  - 太嘉文 :毛呂山町→上尾市
  - 藤田峰雄：さいたま市
- DIAMOND RING所属
  - 梶原慧：川口市
- 埼玉プロレス所属
  - サバイバル飛田：鶴ヶ島市
- ガッツワールドプロレスリング所属
  - ガッツ石島：春日部市
- フリーランス
  - 土方隆司：狭山市
- 海外
- ヒデオ・イタミ：草加市
- 引退者
  - 大熊元司：草加市
  - 浅子覚：さいたま市（旧・大宮市）
  - 柿沼謙太：熊谷市
- 不明
- 岩上智一郎：川越市

#### 女子プロレスラー
- ライオネス飛鳥：蓮田市
- 北斗晶：吉川市
- ダンプ松本：熊谷市
- キューティー鈴木：川口市
- ブル中野：川口市
- 尾崎魔弓：川口市
- 市井舞：上尾市
- Hikaru：越谷市
- 帝嘩怒：八潮市
- 並木紀子：さいたま市（旧・大宮市）
- 浅生恭子：戸田市
- チェリー
- 高橋奈苗：川口市
- ムーン章子：川口市
- 川田由美子：春日部市
- きのこ：富士見市
- 元気美佐恵：入間市
- 小金井幸子：ふじみ野市
- Cooga：所沢市
- 椎名由香：さいたま市（旧・大宮市）
- 中島安里紗：秩父市
- 美闘陽子：川口市
- 西田夏：熊谷市
- ひなた
- MARU：鴻巣市
- 大木アスカ：さいたま市
- 山田敏代：さいたま市（旧・浦和市）
- 永堀一恵：さいたま市（旧・大宮市）
- 夕陽：朝霞市
- 内藤メアリ：春日部市
- 小林香萌：春日部市
- 弓李：草加市

#### レフェリー
- 阿部信輔：新座市
- レッドシューズ海野：鳩ヶ谷市
- イーグル・ナオキ：さいたま市（旧・浦和市）
- 浅野グレース恵：さいたま市（旧・大宮市）
- Tommy：志木市
- 斉藤一二三
- バニー及川：和光市

### 合気道家
- 大澤喜三郎
- 塩田泰久

### 空手家
- 盧山初雄（極真館館長）
- 添野義二（世界空手道連盟士道館館長）
- 内海健治
- 宮元啓介

### 総合格闘家
- 芦田崇宏：越谷市
- 稲津航：さいたま市
- 謙吾：越谷市
- 高木健太：さいたま市
- 高瀬大樹：北足立郡伊奈町
- 鷹辰：さいたま市
- 武田光司：草加市
- 藤原敬典：深谷市
- 神酒龍一：さいたま市
- 弥益ドミネーター聡志：さいたま市
- YA-MAN:ふじみ野市

### 競馬

#### 騎手
- 飯島彰敏
- 出津孝一
- 内田利雄
- 大野拓弥：越谷市
- 折笠豊和
- 小林拓未：加須市
- 小林徹弥
- 牛房由美子
- 坂本勝美
- 鈴木啓之
- 須藤優
- 田中博康
- 橋本直哉：川口市
- 穂苅寿彦
- 見澤譲治
- 宮崎北斗：東松山市

#### 調教師
- 岩戸孝樹
- 粕谷昌央
- 小久保智
- 出川己代造
- 冨田敏男

### 競艇
- 秋田健太郎
- 安達美帆
- 池上裕次
- 宇野弥生
- 大澤真菜
- 加藤峻二
- 桐生順平
- 後藤浩：所沢市
- 川尻泰輔
- 木村厚子
- 後藤浩：所沢市
- 島田なぎさ
- 須藤博倫
- 滝澤友恵
- 滝沢芳行
- 中里優子
- 西村勝：八潮市
- 山崎義明

### 自転車競技
- 梶原悠未（2020年東京オリンピック銀メダリスト）*：和光市
- 小林可奈子
- 清水都貴
- 塚越さくら

#### 競輪
- 飯島規之：さいたま市桜区
- 石井貴子*：春日部市
- 石井寛子*：春日部市
- 海老根恵太：春日部市
- 太田耕二
- 太田真一
- 太田りゆ：上尾市
- 岡村育子：飯能市
- 片折行
- 小池和博
- 小門洋一：さいたま市
- 黄金井光良：川口市
- 小林政春
- 新井正昭
- 高倉登
- 高橋梨香：所沢市
- 野本怜菜
- 服部記義：加須市
- 服部雅春
- 平原康多：狭山市
- 細田愛未：入間市
- 森田進：菖蒲町（現 久喜市）
- 安野勝也
- 宿口陽一：ふじみ野市

### モータースポーツ

#### 四輪
- 井出有治（F1ドライバー）：さいたま市
- 大津弘樹（スーパーフォーミュラ、SUPER GT、レーシングドライバー）：春日部市
- 斎藤太吾（D1ドライバー）：所沢市
- 鈴木亜久里（スーパーアグリカンパニー代表）
- 鈴木利男（F1ドライバー）
- 増岡浩（ラリードライバー）：入間市
- 藤野秀之（D1ドライバー）：深谷市
- 柳田春人（レーシングドライバー）

#### 二輪
- 加藤大治郎：さいたま市
- 清成龍一：川越市
- 高橋江紀
- 高橋裕紀：吉川市
- 手島雄介
- 永井康友
- 藤澤哲也
- 山口辰也：志木市
- 小椋藍

### オートレース
- 阿久津正夫
- 池田政和：鳩ヶ谷市
- 片平巧：川口市
- 佐藤摩弥
- 橋本和美
- 広木幸生
- 藤本梨恵：上尾市
- 福田茂
- 若井友和：越谷市

### その他スポーツ選手
- 加藤明美（ホッケー）：秩父市
- 浜田美咲（ボート）：桶川市
- 波形純理（テニスプレーヤー）
- 園部八奏（テニスプレーヤー）
- 捧匡子（バドミントン）
- 田児賢一（バドミントン）
- 荒木萌恵（バドミントン）
- 豊田賢治（ハンドボール）：春日部市
- 源洋子（射撃）
- 吉元玲美那（レスリング）
- 吉山僚一（卓球）
- 吉山和希（卓球）
- 菅原千瑛（プロ雀士）：川口市
- 湯浅亜実（ブレイキン）

## その他

### 気象予報士
- 今井春花
- 田中美都︰桶川市

### 医師
- 荻野吟子（日本初の女医）：熊谷市（旧・幡羅郡俵瀬村）
- 伊古田純道（日本最初の帝王切開手術を行い、成功させた医者）：秩父市
- 田口和美：加須市（旧・埼玉郡小野袋村）
- 田代三喜（後世派開祖）：入間郡越生町
- 押田茂實（法医学）：大里郡寄居町
- 大野修嗣（漢方医学）：比企郡
- 天野篤（明仁天皇の冠動脈のバイパス手術の執刀医）
- 増島徳：狭山市
- 帯津良一
- 丸木清美

### 建築家
- 飯田善彦：旧浦和市
- 井上宇市
- 小林美夫
- 白江龍三
- 鈴木エドワード：狭山市
- 関根要太郎：秩父市
- 中原暢子
- 西出和彦
- 長谷川豪
- 山田醇：秩父市
- 飯塚章
- 中村和基
- 田中智之
- 斉藤祐子：旧浦和市

### 社会運動家
- 松崎明（労働運動家、国鉄動力車労働組合委員長、全日本鉄道労働組合総連合会顧問、東日本旅客鉄道労働組合顧問）

### 歴史上の人物
- 畑時能：秩父郡：新田四天王の一人
- 渡辺綱：鴻巣市：平安時代中期の武将
- 北条氏邦：大里郡寄居町：戦国時代の武将、鉢形城主
- 塙保己一：本庄市：江戸時代の国学者
- 源義仲：比企郡嵐山町：平安時代末期の武将
- 松平信綱：伊奈町：江戸時代前期の大名、忍藩主、川越藩主
- 松平直温：川越市：江戸時代後期の大名、川越藩主
- 金子家忠：入間市：平安～鎌倉時代の武将
- 金子親範：入間市：平安～鎌倉時代の武士
- 金子家祐：入間市：南北朝時代の国人
- 金子政熙：入間市：安土桃山時代の武将
- 斎藤実盛：熊谷市：平安時代末期の武将
- 熊谷直実：熊谷市：平安末期～鎌倉時代の武将
- 熊谷直高：熊谷市：鎌倉時代中期の御家人、武将
- 福島東雄：鴻巣市：江戸時代中期の郷土史家
- 甲斐姫：行田市：豊臣秀吉の側室
- 郷御前：川越市：源義経の正室
- 黒沢雉岡：児玉郡児玉郷：江戸時代後期の儒学者
- 藤田貞資：深谷市：江戸時代中期の和算家
- 戸賀崎暉芳：久喜市：江戸時代の剣術家（神道無念流剣術）
- 畠山重忠：深谷市畠山：平安末期～鎌倉時代の武将
- 畠山重能：深谷市畠山：平安時代後期の武将
- 金井稠共：本庄市：幕末期の和算家
- 戸谷半兵衛：本庄市：商人
- 中山信吉：飯能市中山：水戸藩附家老
- 中山照守：飯能市中山：江戸幕府旗本
- 大河原亀文：飯能市山手町（旧・高麗郡飯能村）：風刺小説家
- 高倉福信：高麗郡：奈良時代の公卿
- 高麗聖雲：高麗郡：奈良時代の僧
- 背奈行文：高麗郡：奈良時代の歌人
- 高麗大山：高麗郡：奈良時代の官人
- 高倉殿継：高麗郡：奈良～平安時代初期の官人
- 葛貫能隆：入間郡：平安時代後期の武将
- 秩父重隆：秩父郡：武蔵国在庁官人
- 秩父重綱：秩父郡：平安時代後期の武将
- 秩父重弘：秩父郡：平安時代末期の武将
- 上杉憲盛：深谷市：深谷城主
- 円澄：埼玉郡：天台宗の僧
- 内海次郎：川越市：新選組隊士
- 遠藤丈庵：行田市：壬生浪士組同士
- 根岸友山：熊谷市：壬生浪士組同士
- 清水吾一：羽生市：壬生浪士組同士
- 峻翁令山：秩父郡：臨済宗の僧侶
- 府川志風：桶川市：俳人
- 府川不莠：桶川市：俳人
- 松村篁雨：鴻巣市上谷：俳人
- 松平信綱：北足立郡伊奈町：川越藩初代藩主
- 平将恒：秩父郡：秩父党の祖
- 平武基：秩父郡：平安時代後期の武将・豪族
- 平武綱：秩父郡：平安時代後期の武将・豪族
- 真下基行：児玉郡：武士
- 児玉弘行：児玉郡：武将
- 児玉惟行：児玉郡：豪族
- 有道惟能：児玉郡：官人
- 児玉家行：児玉郡：武将
- 庄頼家：本庄市：武将
- 庄家次：本庄市：武将
- 庄家長：本庄市：武将
- 庄家弘：本庄市：武将
- 庄弘方：本庄市：武士
- 庄弘高：本庄市：武士
- 庄忠家：本庄市：武士
- 庄高家：本庄市：武士
- 塩谷家遠：本庄市：武士
- 阿佐美実高：本庄市：武士
- 富田親家：本庄市：武士
- 富田近重：本庄市：武士
- 富田近行：本庄市：武士
- 本庄時家：本庄市：武将
- 本庄朝次：本庄市：武士
- 本庄国房：本庄市：武将
- 本庄信明：本庄市：武将
- 本庄長英：本庄市：武士
- 本庄実明：本庄市：武将
- 本庄将明：本庄市：武将
- 本庄為明：本庄市：武将
- 本庄実忠：本庄市：武将、本庄城初代城主
- 本庄藤三郎：本庄市：武士
- 本庄近朝：本庄市：武将、本庄城2代城主
- 本庄家房：本庄市：武将
- 本庄晋一：本庄市：江戸時代後期の蘭学医
- 武蔵武芝：足立郡：武蔵国在庁官人
- 大田部身万呂：児玉郡草田郷：戸主
- 河越重頼：川越市：平安時代末期の武将、荘官
- 河越重房：川越市：平安時代末期の武将
- 河越重員：川越市：平安時代末期の武将
- 河越重時：川越市：鎌倉幕府御家人
- 河越泰重：川越市：鎌倉幕府御家人
- 河越経重：川越市：鎌倉幕府御家人
- 河越宗重：川越市：鎌倉幕府御家人
- 河越貞重：川越市：鎌倉幕府御家人
- 河越高重：川越市：南北朝時代の武将
- 河越直重：川越市：南北朝時代の武将
- 師岡重経：川越市：平安時代末期の武将
- 小代行平：比企郡小代郷：武将
- 安保実光：児玉郡神川町：武将
- 安保実員：児玉郡神川町：鎌倉幕府御家人
- 岡田寄良：幸手町：江戸時代の剣術家（柳剛流）
- 小林庄松：本庄市：江戸時代中期の剣客
- 牧西弘季：本庄市：鎌倉時代前期の武士
- 多賀谷家政：騎西町：鎌倉時代初期の武将
- 足立遠元：北足立郡：平安～鎌倉時代の武将
- 喜多川歌麿：川越市：江戸時代の浮世絵師
- 藤間勘兵衛：川越市：日本舞踊藤間流の創始者
- 赤沢仁兵衛：川越市：江戸・明治の農学者
- 佐野友三郎：川越市：明治時代の図書館学者
- 安井政章：川越市：江戸時代の治水家
- 奥貫友山：川越市：江戸時代の慈善家
- 久下直光：熊谷市：平安末期～鎌倉時代の武士
- 秋山要助：熊谷市：江戸時代の剣客
- 大川平兵衛：熊谷市：江戸時代の剣豪
- 針ヶ谷夕雲：深谷市：江戸時代初期の兵法家、剣客
- 呑竜：埼玉郡：戦国時代～江戸時代前期の浄土宗の僧
- 内池武者右衛門：川越市：川越藩士
- 山口家継：入間郡：平安時代末期の武将
- 仙波家信：入間郡：平安時代末期・鎌倉時代初期の武将

### 架空の人物

#### 妖怪
- 川天狗
- 袖引小僧
- 夜道怪

#### キャラクター
- アトム（『鉄腕アトム』）：新座市（特別住民登録）
- 赤胴鈴之助：秩父
- 野原しんのすけ（『クレヨンしんちゃん』）：春日部市（特別住民登録）
- 野原ひまわり（同上）
- 泉こなた（『らき☆すた』）：幸手市（特別住民登録）
- 柊一家（らき☆すた）：鷲宮町（現・久喜市、特別住民登録）
- ラッキーマン越谷市
- トトロ
- 埼玉雛（『もえちり!』シリーズの擬人化キャラ）
- 育島沙夜（『オニデレ』さいたま王）
- 読子・リードマン（『R.O.D』）
- 夕夜凪（『大攻者ナギ』）：秩父地方
- 銭形幸一（『ルパン三世』）：朝霞市
- カミーユ・ビダン（『機動戦士Ζガンダム』）：新座市
- 日向小次郎（『キャプテン翼』）：明和市
- 若島津健（『キャプテン翼』）（同上）
- 増田ジゴロウ（『saku saku』）
- レオ（『ジャングル大帝』埼玉西武ライオンズのマスコットキャラクターとして採用）
- ライナ（同上）
- コバトン（埼玉県庁のゆるキャラ）
- 本官さん（『天才バカボン』）：新座市
- 高槻やよい（『THE IDOLM@STER』）
- 城ヶ崎美嘉（『アイドルマスター シンデレラガールズ』）
- 城ヶ崎莉嘉（同上）
- 大槻唯（同上）
- 喜多見柚（同上）
- 岸部彩華（同上）
- 所恵美（『アイドルマスター ミリオンライブ!』）：所沢市
- 野々原茜（同上）
- 最上静香（同上）
- ワンワン（『いないいないばあっ!』）

## 埼玉県にゆかりのある人物

### 公人
- 上田清司（第57～60代埼玉県知事）：福岡県出身
- 枝野幸男（政治家・立憲民主党代表、元経済産業大臣、内閣官房長官）：栃木県宇都宮市出身。選挙区が埼玉県
- 亀井静香（政治家）：広島県庄原市出身。警察庁時代、埼玉県警察本部捜査二課長を務めた。
- 清浦奎吾（第23代内閣総理大臣）：肥後国鹿本郡来民村出身。明治6年（1873年）、埼玉県14等出仕となった。
- 土屋義彦（第17・18代参議院議長、第54代～56代埼玉県知事）：東京都豊島区出身。
- 福永健司（政治家・第63代衆議院議長）：滋賀県出身。選挙区が埼玉県
- 松永東（政治家・第45代衆議院議長）：長崎県出身。選挙区が埼玉県
- 松永光（政治家・元大蔵大臣 松永東の養子）：長崎県南高来郡出身。選挙区が埼玉県
- 松山義雄（政治家・松永東の女婿）：長崎県諫早市出身。元埼玉県副知事
- 丸山和也（弁護士、参議院議員、タレント）：兵庫県出身。三郷市在住。

### 実業家
- 渋沢秀雄（実業家、文化人）：東京府（現・東京都）出身。渋沢栄一の4男。
- 渋沢敬三（実業家、財界人）：秀雄の甥。栄一の嫡孫。
- 古田晁（筑摩書房創業者）：長野県東筑摩郡筑摩地村（現塩尻市）生まれ。大宮市（現・さいたま市大宮区）に在住した。

### 文化人
- 吾妻ひでお（漫画家）：北海道十勝郡浦幌町出身。1989年11月～1990年2月まで、入間市の雑木林でホームレス生活をする。
- 阿部定（芸妓）：東京市神田区（現・東京都千代田区）新銀町出身。実家が転居したため坂戸市に一時在住。終戦後は、川口市に居住。
- 安部慎一（漫画家、小説家）：福岡県出身。80～82年頃に所沢市に在住。
- 荒俣宏（作家、タレント）：東京都出身。1979年日魯漁業退社後、狭山市に引っ越す。
- 飯野賢治（ゲームクリエイター）：東京都荒川区出身。川越市にある城西大学付属川越高等学校に通った。
- 池波正太郎（小説家）：東京市浅草区（現・台東区）出身。生まれたその年に関東大震災が起こり、両親とともに浦和に引越し、6歳（1929年）まで同地で過ごす。
- 茨木のり子（詩人、エッセイスト）：大阪府生まれ。1950年に医師である三浦安信と結婚。所沢町に移り住む。
- 内田勝（少年マガジン編集者）：北海道生まれ。小学6年生から越生町で育つ。
- 蛭子能収（漫画家、タレント）：長崎県長崎市出身。2007年明けに再婚し新居を構えるまで、25年間所沢市に住んでいた。
- 大友克洋（漫画家）：宮城県登米市迫町出身。南浦和に一時在住。
- 加藤周一（評論家、医学博士）：東京府豊多摩郡渋谷町出身。父が埼玉県の出身。
- 佐々木明（造形家、彫刻家）：入間市在住。
- 澁澤龍彦（作家）：東京都港区出身。幼少期を川越市で過ごす。母節子の出身地が川越。
- 渋沢華子（小説家）：秀雄の娘。
  - 渋沢寿一（東京農業大学大学院修了、農学博士）：華子の従子（いとこの子）。
- たがわ靖之（漫画家）：熊本県熊本市出身。鶴ヶ島市松が丘に在住した。
- 富野由悠季（アニメーション監督）：神奈川県小田原市出身。1971年に新座市へ移住。その後、2004年に東京都杉並区へ転居するまで過ごす。
- 中島敦（小説家）：1歳のとき両親が離婚し、2歳から7歳までの間を南埼玉郡久喜町（現・久喜市）の祖父・中島撫山のもとで養育される。
- 萩尾望都（漫画家）：福岡県大牟田市出身。飯能市在住。
- 東野圭吾（小説家）：大阪府大阪市生野区出身。新座市に一時在住していた。
- 日野日出志（漫画家）：中国チチハル市出身。所沢市在住。
- 平山亨（テレビプロデューサー）：愛知県名古屋市出身。狭山市に在住し、当市の病院にて逝去。
- 深沢七郎（小説家）：山梨県東八代郡石和町（現・笛吹市）出身。1965年から南埼玉郡菖蒲町に移り住み、1987年に亡くなるまでそこで暮らす。
- 前田俊夫（漫画家）：大阪府出身。川口市西川口に一時在住。
- 丸木位里（画家）：広島県広島市安佐北区出身。1966年、東松山市に移住し、翌1967年に自宅近くに原爆の図丸木美術館を設立した。
- 魔夜峰央（漫画家）：新潟県新潟市中央区出身。所沢市に一時在住。 翔んで埼玉の作者。
- 万波佳奈（女流棋士）：兵庫県出身。さいたま市（旧・浦和市）生まれ。
- 宮崎吾朗（アニメーション監督）：東京都生まれ。1970年頃から所沢市で育つ。埼玉県立所沢高等学校卒業。
- 宮崎駿（アニメーション作家）：東京府東京市出身。1970年から所沢市在住。
- 森川ジョージ（漫画家）：東京都生まれ。越谷市育ち。越谷市立北陽中学校、埼玉県立松伏高等学校卒業。
- 森永卓郎（経済アナリスト、評論家）：東京都出身。所沢市在住
- 武者小路実篤（小説家）：東京府東京市麹町区出身。1939年、「新しき村」を入間郡毛呂山町に開設した。
- 安彦良和（アニメーター、漫画家）：北海道遠軽町出身。所沢市在住。
- 山田玲司（漫画家）：東京都中央区出身。越谷市在住。
- 山本鈴美香（漫画家）：山梨県甲州市生まれ。浦和西高等学校出身。

### 芸能人
- 相本久美子（女優・タレント）：東京都港区生まれ。志木市に一時在住。新座市立第二中学校卒。
- 榎本健一（コメディアン）：東京都港区青山生まれ。少年期を馬宮村（現・さいたま市西区）で過ごす。現在のさいたま市立馬宮東小学校卒。
- 大竹しのぶ（女優、タレント）：東京都品川区生まれ。幼少期に飯能市へ移り住む。毛呂山中学校卒業。
- 大橋彩香（声優、歌手）：東京都出身。出世が浦和市（現さいたま市）。
- 尾崎豊（歌手、シンガーソングライター）：東京都世田谷区出身。1976年8月12日に朝霞市へ転居。小学校5年の2学期より、朝霞市立の小学校へ転校する。
- 黒部進（俳優）：富山県黒部市出身。さいたま市在住。娘の吉本多香美は、さいたま市（旧・大宮市）で生まれる。
- 小林清志（声優）：東京都文京区根津出身。第二次世界大戦中、加須市に縁故疎開。旧制不動岡中学校卒。
- 小林麻央（元ニュースキャスター、元タレント）：新潟県小千谷市生まれ。幼少期を与野市（現：さいたま市中央区）、小学2年の2学期まで越谷市で過ごす。
- 小林麻耶（元TBSアナウンサー、タレント）：新潟県小千谷市生まれ。幼稚園から小学2年まで与野市（現：さいたま市中央区）、小学2年から小学5年の2学期まで越谷市で過ごす。
- 酒井法子（女優、タレント）：福岡県福岡市出身。小学生時代を狭山市で過ごす。
- 三遊亭圓楽（落語家）：東京府東京市浅草区（現：東京都台東区）出身。県立杉戸農業高校卒業。
- 島田洋七（漫才師、タレント）：広島県広島市出身。佐賀県に移住するまで、所沢市松が丘に在住。1995年第17回参議院議員通常選挙には埼玉県選挙区から出馬。
- 白石麻衣（女優・モデル）：乃木坂46の元メンバー。群馬県出身。県内の女子高等学校に在学していた。
- 薄幸 (納言) :千葉県柏市出身。祖母の家が埼玉県秩父市にある。
- スネオヘアー（ミュージシャン）：新潟県長岡市出身。聖学院大学進学時に、新潟から上京し、川越市に在住した。
- 千崎敏司：高知県土佐市出身。越谷市在住。
- 田中卓志（お笑い芸人、アンガールズ）：広島県府中市出身。川越市に一時居住。西武ドームで警備員のアルバイトをする。
- 田丸美寿々（アナウンサー）：広島県出身。アメリカから帰国した10代の頃、草加市に在住した。埼玉県立川越女子高等学校卒業。
- 鳥居みゆき（お笑い芸人）：秋田県出身。行田市育ち。
- 中森明菜（歌手）：清瀬市出身。父方の実家が志木市。
- 萩本欽一（コメディアン）：東京都台東区生まれ。小四まで浦和の高砂小学校に通っていた。
- ブラザートム（歌手、タレント）：アメリカハワイ州マウイ島出身。熊谷市育ち。
- 細野晴臣（ミュージシャン、ベーシスト））：東京都港区出身。狭山市内にあった米軍ハウス（通称：アメリカ村）に在住した。
- 安岡力也（俳優、タレント）：東京都港区生まれ。行田市育ち。
- 三浦リカ（女優）：岩手県出身。幼少期に埼玉県に転居。
- ローラ（モデル）：狭山市生まれ。

### スポーツ選手
- 井原正巳（サッカー選手）：滋賀県甲賀市出身。さいたま市在住。
- 豪栄道豪太郎（元大相撲力士）：大阪府寝屋川市出身。埼玉栄高相撲部出身。
- 琴櫻将傑（大相撲力士）：千葉県松戸市出身。埼玉栄高相撲部出身。
- 古曳保正（柔道家）：鳥取県西伯郡南部町出身。県柔道界に影響を与える。
- 佐々木健介（プロレスラー）：福岡県福岡市南区出身。吉川市在住（妻・北斗晶の実家の近所に在住）。
- 常幸龍貴之（元大相撲力士）：東京都北区出身。埼玉栄高相撲部出身。
- 貴景勝貴信（元大相撲力士）：兵庫県芦屋市出身。埼玉栄高相撲部出身。
- 武田幸三（キックボクサー）：東京都足立区出身。中学のとき、東京から越谷市に引越してきた。
- 翔猿正也（大相撲力士）：東京都江戸川区出身。埼玉栄高相撲部出身。
- 鳥谷敬（元プロ野球選手）：東京都東村山市出身。聖望学園高等学校卒業。
- 根本陸夫（プロ野球監督、経営者）：茨城県那珂郡東海村出身。西武ライオンズ初代監督。
- 追風海直飛人（元大相撲力士）：青森県北津軽郡板柳町出身。埼玉栄高相撲部出身。
- 英乃海拓也（大相撲力士）：東京都江戸川区出身。埼玉栄高相撲部出身。
- 福田正博（元サッカー選手）：神奈川県横浜市出身。元浦和レッズの選手。さいたま市在住。
- 豊真将紀行（元大相撲力士）：山口県下関市出身。埼玉栄高相撲部出身。
- 魔裟斗（キックボクサー）：千葉県柏市生まれ。12歳から20歳まで新座市に住んでいた。
- 三塚優子（女子プロゴルファー）：茨城県水戸市出身。私立埼玉栄高等学校卒業。
- 妙義龍泰成（元大相撲力士）：兵庫県高砂市出身。埼玉栄高相撲部出身。

### その他
- 天海（僧、大僧正）：陸奥国生まれ。天正16年（1588年）に武蔵国の無量寿寺北院（後の喜多院）に移り、天海を号した。
- 平賀源内（発明家、学者）：奥秩父（現秩父市大滝）の中津川で鉱山開発を行い、石綿などを発見した（現在のニッチツ秩父鉱山）。秩父における炭焼の指導なども行い、現在でも奥秩父の中津峡付近には源内が設計し長く逗留した建物が「源内居」として残っている。
- 伊奈忠次：三河国（現・愛知県）出身。北足立郡伊奈町の町名の由来となった。